# ヨドバシカメラ
株式会社ヨドバシカメラは、東京都新宿区に本社を置く、家電・パソコン・カメラ・写真用品などを販売している量販店チェーンストア。
家電量販店で売上高（非連結値）は2022年度においてはヤマダデンキ（ヤマダホールディングス）に次ぐ日本国内2位。売上高営業利益率では家電量販のなかではトップ。2024年11月現在、24店舗で営業中である。また、ECサイトを運営しており、通信販売売上はAmazon.co.jp（アマゾンジャパン）、ジャパネットホールディングスに次ぐ3位である。

## 概要

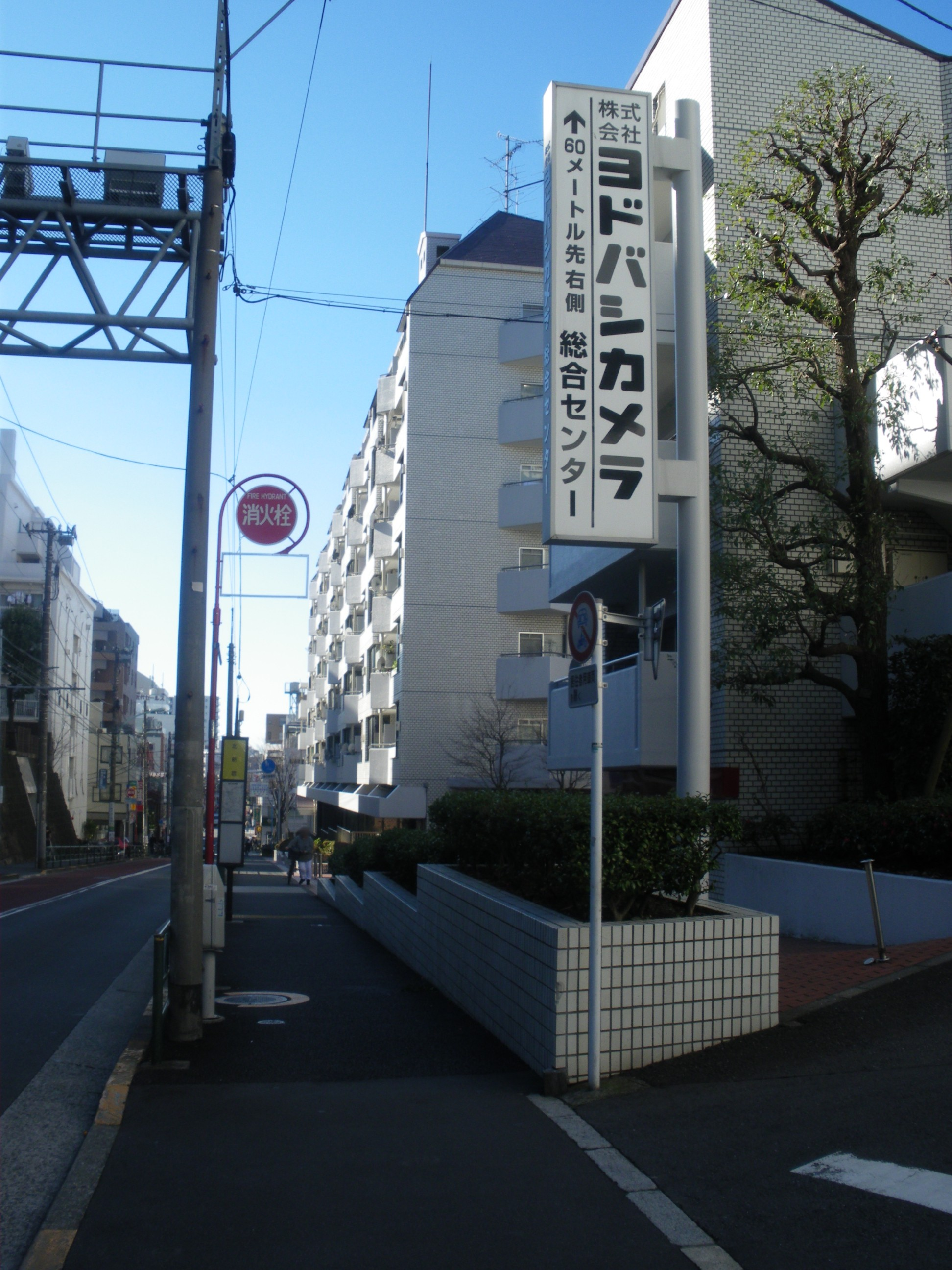
東京都新宿区北新宿のマンションの一画にあった移転前のヨドバシカメラ本社

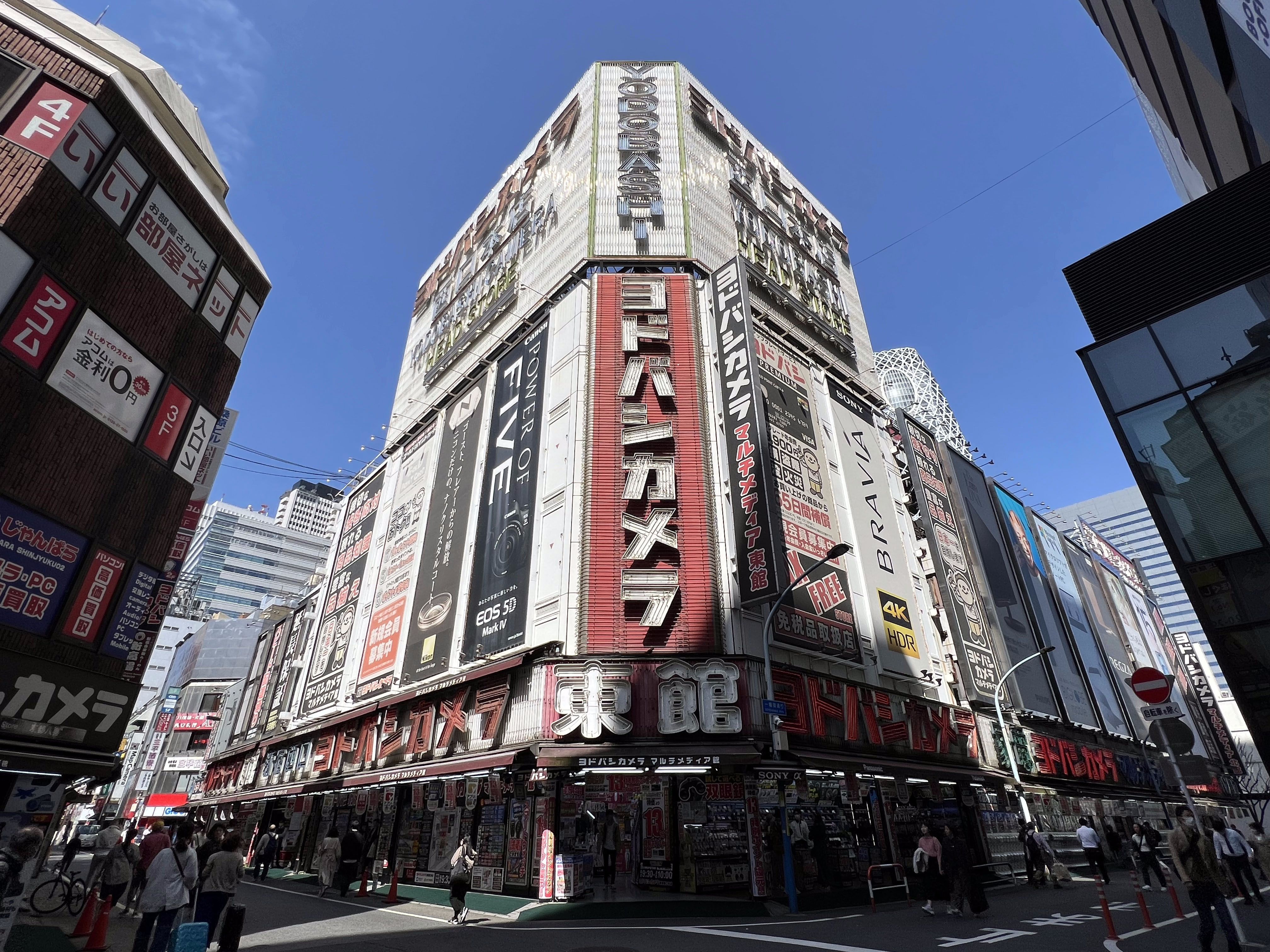
新宿西口本店・マルチメディア館

1960年に、藤沢昭和によって創業。社名は新宿西口本店の位置する西新宿の旧地名である淀橋に由来する。
創業当初は社名の通りカメラや写真用品を主力商品としていた。創業当初の新宿・上野・横浜への出店形態は、交通至便なターミナル駅前の一等地の比較的小規模なビルにて、エントランスを開放し、フロア全体に多数の商品を同時に陳列・大量廉価販売する手法を採り、耳に残りやすい簡単な替え歌をテレビCMで流して知名度を高めた。当時の宣伝では店名に「新宿西口」を冠し、地理不案内な客にも気軽に行ける店としてPRした。当時のカメラは1台数十万円もする高級品が多く、多少の交通費・時間を犠牲にしても、市価より数万円も安ければ十分メリットがあり、加えて商品の比較検討ができる優位性が消費者に浸透した。
その後は家電・パソコン・AV製品・玩具・ブランド品・雑誌類など取り扱い品目を大幅に拡大。仙台駅前の国鉄清算事業団の貨物ヤード跡地を買収し、従来の仙台駅前店・仙台東口店を統合し新築移転したマルチメディア仙台（1997年3月）を皮切りに、従来よりも店舗面積と取扱品目を大幅に増やしたマルチメディア館と呼ばれる形態に移行した。2001年に大阪駅北口に開業したヨドバシ梅田（ヨドバシカメラマルチメディア梅田）は売上高1000億円以上を誇る巨大複合商業施設であり、家電量販店としては日本一の売上である。
1998年からインターネットショッピングサイト「Yodobashi.com（当初はYodobashi.co.jp）」を開設し、2023年現在、送料は全て無料で指定地域では当日配送を実施している。インターネットショッピングでは、2022年度現在、Amazon.co.jp（アマゾンジャパン）、ジャパネットホールディングスに次ぐ3位（2099億円）である。ただし、1位Amazon.co.jp（3兆2051億円）との売上高の差は15倍以上となっている。また、電話による通信販売「テレフォンショッピング（旧:もしもしヨドバシ）」も展開している。
家電量販店として初めてポイントサービスを導入したとされる。ヨドバシカメラのポイントサービスは「ゴールドポイント」という名称である。
2023年3月期売上高は7784億円。他の大手量販店とは異なり、企業買収・合併による規模拡大（＝業界首位を目指す）を行わない、株式を上場しない、売上高より利益を重視、土地を取得した都市部での駅前出店（レールサイド・大型店戦略）、などの経営手法を採っている。

## 沿革
- 1960年（昭和35年）4月 - 東京都渋谷区本町にて藤沢写真商会を創業。
- 1967年（昭和42年）7月4日 - 東京都新宿区淀橋（現：西新宿）にて株式会社淀橋写真商会を設立。
- 1971年（昭和46年）2月 - 小売部門を創設。本格的に小売販売開始。
- 1974年（昭和49年）10月 - （旧）株式会社ヨドバシカメラに商号変更。代表取締役社長に藤沢昭和が就任。
- 1975年（昭和50年）11月 - 新宿西口本店（現：マルチメディア東館）がオープン。
- 1976年（昭和51年）11月 - 新宿駅東口駅前店オープン。
- 1982年（昭和57年）11月 - 横浜店オープン（新宿地区外に初進出）。
- 1983年（昭和58年）10月 - 横浜駅前店オープン。
- 1985年（昭和60年）2月 - POSの全店展開。
- 1986年（昭和61年）8月 - 上野店オープン。
- 1987年（昭和62年）10月 - 大ガード店オープン。
- 1988年（昭和63年）6月 - 在庫管理システムを導入[6]。ヨドバシカメラ物流センター完成。
- 1989年（平成元年）4月 - ヨドバシポイントカードを発行。
- 1990年（平成2年）
  - 4月 - グッドギア東口店オープン
  - 11月 - ヨドバシゴールドポイントカードを発行。
- 1991年（平成3年）
  - 1月 - 八王子店オープン。
  - 4月 - 仙台駅前店オープン（関東地区外に初進出）。
  - 10月 - ザ・ポイントネットワーク誌を創刊。
  - 12月 - 新宿西口店フォトスペースオープン、DPE の集中サービス開始。
- 1992年（平成4年）
  - 6月 - 物流センターの24時間稼働体制スタート
  - 10月 - 新宿西口店OA 総合館オープン。
  - 11月 - 新宿西口店AV・家電総合館、仙台東口店オープン。
- 1993年（平成5年） 4月 - 郡山駅前店オープン。
- 1995年（平成7年）
  - 3月24日 - 札幌店オープン[7]（北海道に初進出）。
  - 6月 - 新潟店オープン。
  - 11月 - 千葉店オープン。
- 1996年（平成8年）
  - 2月1日 - （旧）株式会社フジサワが（新）株式会社ヨドバシカメラに商号変更し、旧会社は（新）株式会社フジサワに商号変更。
  - 4月17日 - 株式会社フジサワを合併。
- 1997年（平成9年） 3月 - 仙台駅前店と仙台東口店を閉店し、マルチメディア仙台店をオープン。
- 1998年（平成10年）
  - 6月 - 京急川崎駅前店オープン。
  - 7月 - インターネット通販を開始。
  - 11月 - 町田駅前店オープン。
- 1999年（平成11年） 6月 - 京急上大岡店オープン
- 2000年（平成12年）
  - 4月 - マルチメディア錦糸町オープン。
  - 6月 - 札幌店を移転し、マルチメディア札幌をオープン。
- 2001年（平成13年）11月 - マルチメディア梅田オープン（西日本地域に初進出）。
- 2002年（平成14年）11月 - マルチメディア博多オープン（九州地域に初進出）。
- 2004年（平成16年）
  - 3月 - マルチメディア京急川崎を、川崎ルフロンの閉鎖された西武百貨店の跡地に移転し、マルチメディア川崎ルフロンとする。京急川崎の跡地には、ヨドバシカメラ各店から店頭展示終了品等を取り寄せて、アウトレット価格で販売するアウトレットストア京急川崎を開店。
  - 9月 - マルチメディア新宿東口をオープン。
- 2005年（平成17年）
  - 4月23日 - マルチメディア宇都宮をオープン[8]。
  - 9月 - マルチメディアAkibaをオープン。「ゴールドポイントカード IC eLIO」発行。
  - 11月 - 横浜駅前店、AV・家電総合館を閉店し、三越横浜店（2005年5月閉鎖）跡にマルチメディア横浜をオープン。いすゞ自動車川崎工場跡地（後のキングスカイフロント）の一部を購入しYAC川崎（ヨドバシ アッセンブリーセンター：物流拠点）開設。
- 2007年（平成19年）
  - 2月 - 西日本エリアをカバーする物流拠点として六甲アイランドにYAC六甲を開設。
  - 6月 - マルチメディア吉祥寺オープン。
- 2008年（平成20年） 4月 - マルチメディア上野オープン。
- 2010年（平成22年）
  - 03月 - 「株式会社ゴールドポイントマーケティング」（100%出資子会社）を設立。
  - 11月 - マルチメディア京都をオープン。ソニーファイナンスインターナショナル発行の「ヨドバシゴールドポイントカードIC eLIO」事業をゴールドポイントマーケティングに継承させ、名称を「ゴールドポイントカード・プラス」に変更。
- 2011年（平成23年） 9月 - 郡山駅前店を移転し、マルチメディア郡山をオープン。
- 2012年（平成24年）
  - 4月26日 - マルチメディア仙台をヨドバシ仙台第2ビル内に移転。従来の店舗は、同年4月24日をもって営業終了。
  - 11月 - 以前、上野店のあった場所にマルチメディア上野2号店をオープン。携帯電話、ホビー、ゲーム売り場がマルチメディア上野から移転した。
- 2015年（平成27年）
  - 3月 - 電子書籍サービスを開始、専用の電子書籍リーダー｢Doly｣も無料公開。
  - 7月 - マルチメディアさいたま新都心駅前店オープン。
  - 10月 - マルチメディア名古屋松坂屋店をオープン（東海地方に初進出）。
- 2016年（平成28年）
  - 3月 - 新潟店を移転し、マルチメディア新潟駅前店をオープン。新潟駅構内にあった店舗を、新潟駅万代口付近に新築した6階建てのビルへ移転。
- 2019年（平成31年・令和元年）
  - 3月 - 本社を東京都新宿区の旧東京厚生年金会館跡地に移転[9]。
  - 4月 - 石井スポーツを買収し傘下に収める。
  - 11月 - 本社にカメラ博物館・カメラギャラリーがオープン予定。
- 2020年（令和2年）
  - 7月1日 - 創業者の藤沢昭和社長が会長に就任し、同長男の藤沢和則副社長が新たに社長へ昇格。昭和は引き続き、持ち株会社の社長を務める[10]。
- 2021年（令和3年）
  - 4月 - マルチメディア甲府をオープン[11]。
- 2023年（令和5年）
  - 6月 - マルチメディア仙台をヨドバシ仙台第1ビル内に移転し、オープン[12]。
  - 10月2日 - そごう千葉店の別館であるジュンヌ館（今のヨドバシHD千葉ビル）の土地・建物を購入[13][14]。
- 2024年（令和6年）11月15日 - ジュンヌ館を「ヨドバシHD千葉ビル」に改称すると同時に千葉店を移転し、マルチメディア千葉をオープン[15][16]。

## 店舗
関東地方を拠点としている。店舗網は近畿地方以東に偏っており、中国地方・四国地方には未出店であるほか、九州地方は福岡の1店舗しか存在しない。2015年に愛知県名古屋市ヘ進出を果たしたことにより、三大都市圏すべてへの進出を達成した。
- 現行店舗の詳細については、公式サイト「ヨドバシカメラ店舗のご案内」を参照。

いずれの店舗も駅前に立地しており、レールサイド戦略をとっている。同業他社ではビックカメラが同様の形態を取っており、郊外型ロードサイド店舗が主体のヤマダデンキも「LABI」の店舗名で追随している。ヨドバシカメラは商業施設内のテナントとして出店したヨドバシ名古屋やヨドバシ宇都宮などを除き、自社で土地を取得してビルを建設するケース、もしくは建物の跡地や建物自体を買い取るケースが多く、グループ外の他社所有の建物にテナントとして入居するケースが多いビックカメラとは出店条件に違いが見られる。また、ビックカメラはコジマを子会社化することで「コジマ×ビックカメラ」として郊外へ進出しているのに対し、ヨドバシカメラは子会社も含めて郊外のロードサイドへの出店は行っていない。2005年に川崎市殿町（キングスカイフロント）のYAC川崎を皮切りに大型流通倉庫「YAC（ヨドバシ アッセンブリーセンター）」を複数開設し、在庫と物流の最適化を図っている。
創業店舗の新宿西口本店は、マルチメディア館北館・南館・東館をはじめとする13館体制となっており、新宿西口一帯の広い範囲に店舗を展開している。ヨドバシカメラは新宿東口にも「マルチメディア新宿東口」を出店している。
1997年の「マルチメディア仙台」開店以降は「マルチメディア」を冠する大型店業態での出店となった。既存店も大半がマルチメディア業態へ改装され、2024年11月現在「マルチメディア」を冠さない店舗は新宿西口本店、八王子店のみとなっている。
マルチメディア京急上大岡（京急百貨店内）など駅ビルへの出店や駅前立地を生かした店舗を続々と開店する中、1997年に大阪駅北地区の旧国鉄大阪鉄道管理局跡地の土地を国鉄清算事業団から1010億円（本社代表電話番号にちなむ）で競り落とし、2001年11月に総額1500億円を投資して大阪駅前にヨドバシ梅田を自社物件として竣工・開店した。ヨドバシ梅田はヨドバシカメラマルチメディア梅田を核店舗として専門店街や飲食店街も入居する大型ショッピングセンターとなっている。核店舗のマルチメディア梅田は1000億円以上の年間売上を持ち、単独店舗の売上としては日本一である。2019年に北側の平面駐車場跡地にヨドバシ梅田タワーが完成し、商業施設の「LINKS UMEDA（リンクス ウメダ）」や阪急阪神ホテルズの大型ホテルを併設している。
その後も博多駅新幹線口に自社ビルを建設し出店したマルチメディア博多（ヨドバシ博多）、秋葉原駅東側の貨物駅跡地を仙台・梅田同様に国鉄清算事業団から買い取り大規模な自社ビルを建設したマルチメディアAkiba（ヨドバシAkiba）、横浜三越跡の施設を半年かけて全面改装し西口五番街に分散していた売り場を集約したマルチメディア横浜（ヨドバシ横浜）、吉祥寺駅北側の吉祥寺三越（旧近鉄百貨店東京店）跡の施設を取得して改装したマルチメディア吉祥寺（ヨドバシ吉祥寺）など、百貨店跡や鉄道跡地を生かした駅前巨大店舗を続々と開店。2010年11月5日には、JR京都駅烏丸中央口前の近鉄百貨店京都店（プラッツ近鉄京都）跡地に自社ビルを建設し、マルチメディア京都（京都ヨドバシ）を出店した。ヨドバシAkiba、ヨドバシ吉祥寺、ヨドバシ横浜、ヨドバシ甲府、京都ヨドバシ、ヨドバシ博多に関しては、ヨドバシ梅田同様に複数のテナントが入居する大型ショッピングセンターとなっている。
2015年10月29日には栄の老舗百貨店である松坂屋名古屋店の南館4 - 6階にマルチメディア名古屋松坂屋店をオープンした。当初は11月1日開店と発表されていたものの、松坂屋を傘下に持つJ.フロント側の意向や11月1日が日曜日にあたることもあり開店を3日前倒しして10月中にオープンすることになった。東海地方には初出店となる。開店に先立ち、10月10日には陳列できない商品をインターネット通販で取り扱うためにスピード配達に備え、愛知県小牧市内に物流センターを設置した。
松坂屋名古屋店のある栄地区は大手の大型家電量販店がないため、地域活性化の起爆剤としても期待されている。ヨドバシは駅前に営業面積2万平方メートル以上の大型店舗を展開するのが特徴である中、売場面積は約7200平方メートルと、ヨドバシとしては中規模の店舗である。当初は名古屋駅前への出店計画があったが、入居を予定していたJRゲートタワーの完成が予定より遅れた関係で金銭的な問題が生じたとして2015年5月14日に出店を中止することが発表され、代わってビックカメラが名古屋JRゲートタワー店を出店した。
- マルチメディア札幌、マルチメディア仙台、ヨドバシカメラ新宿西口本店、ヨドバシHD池袋ビル、ヨドバシAkiba、ヨドバシ吉祥寺、ヨドバシHD千葉ビル、ヨドバシ横浜、ヨドバシ甲府、京都ヨドバシ、ヨドバシ梅田、ヨドバシ博多については各項目を参照。

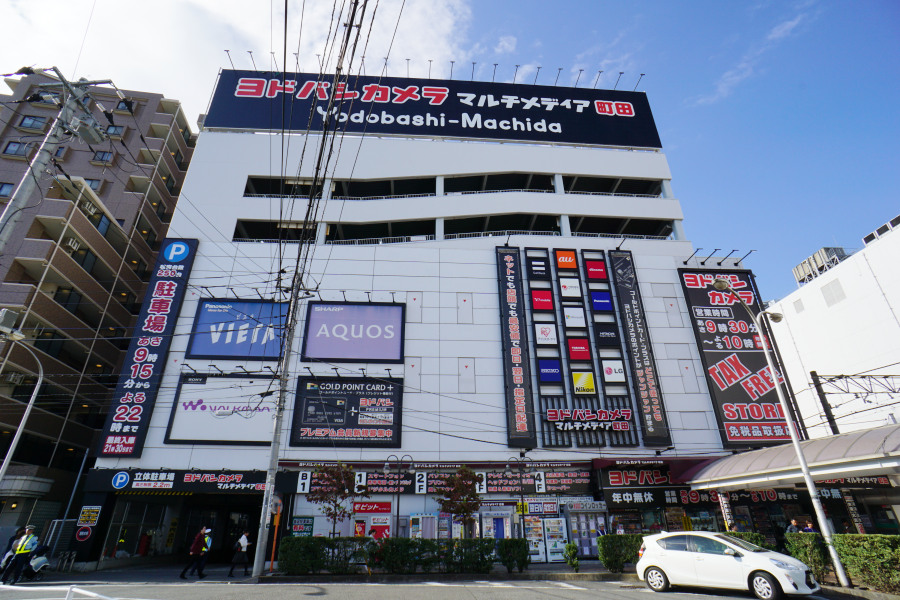
マルチメディア町田
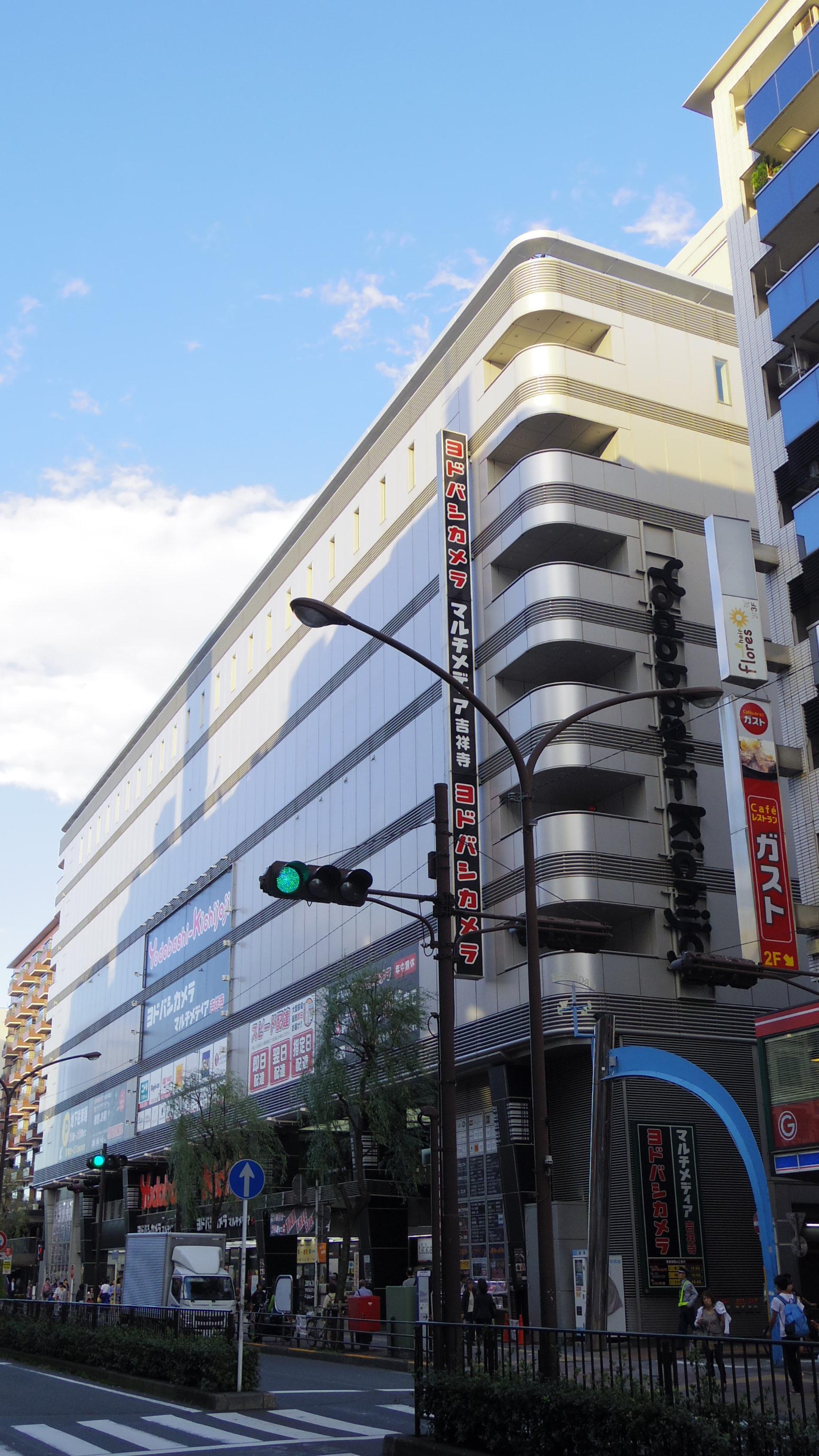
マルチメディア吉祥寺
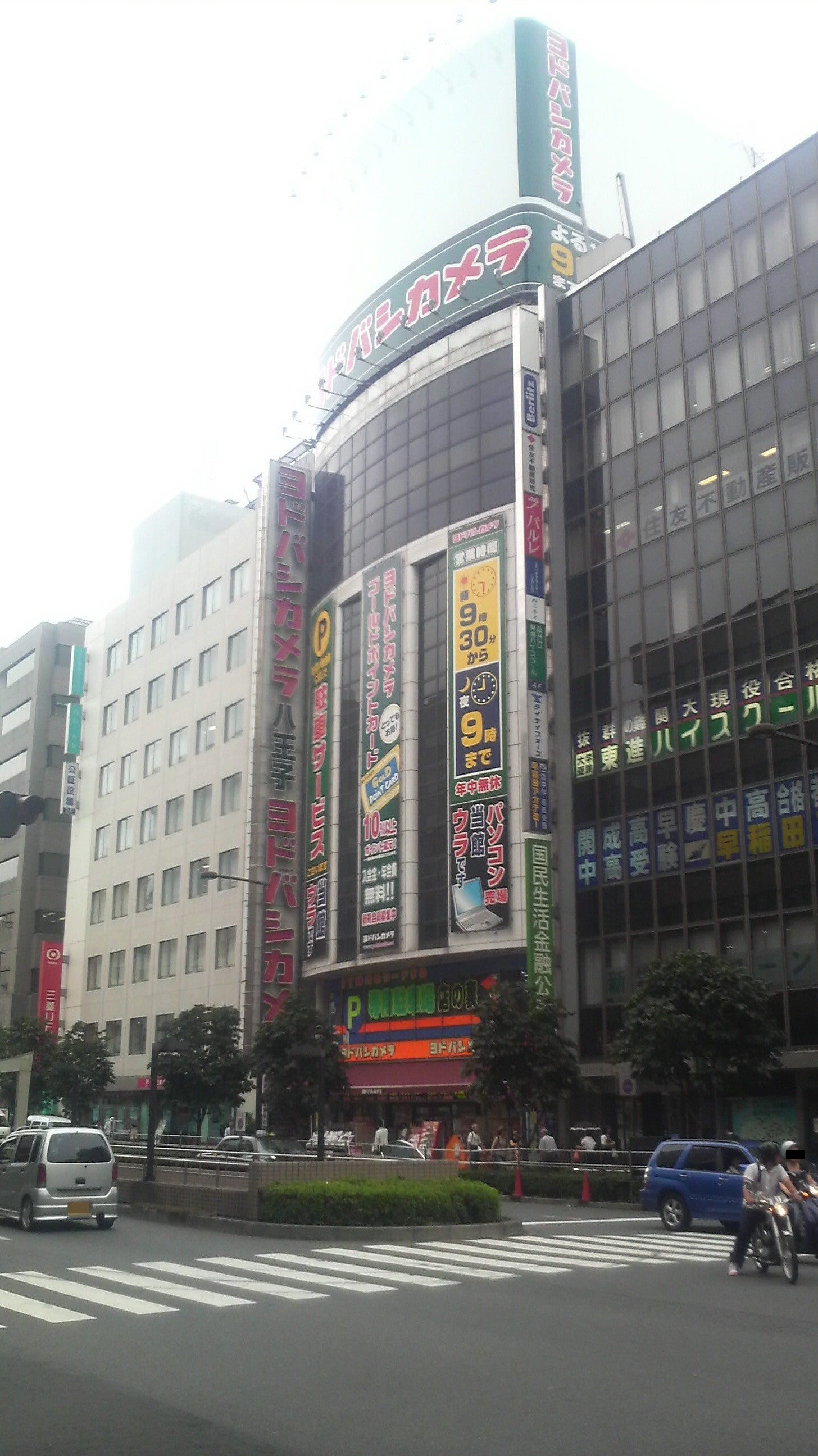
八王子店
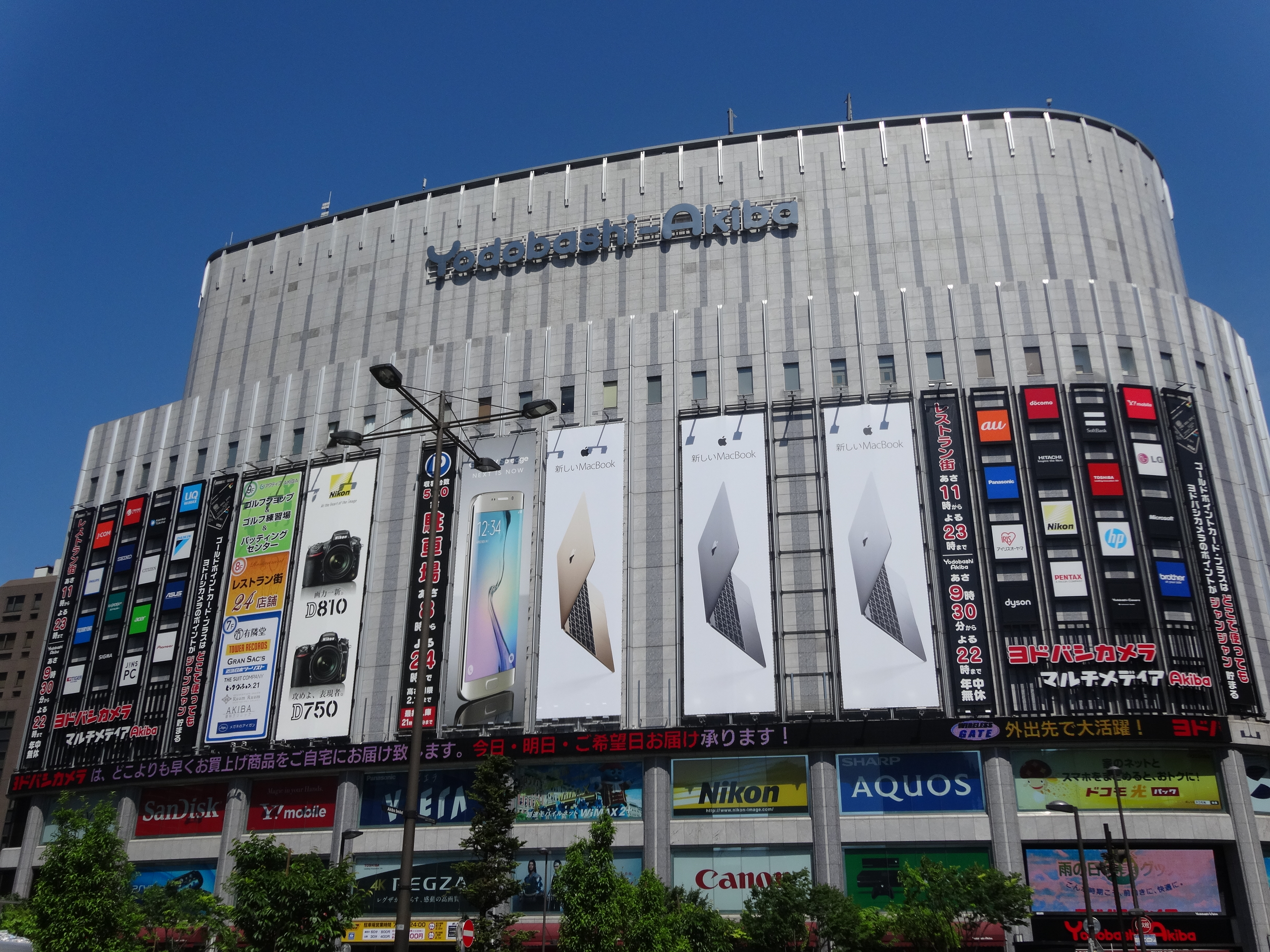
マルチメディアAkiba
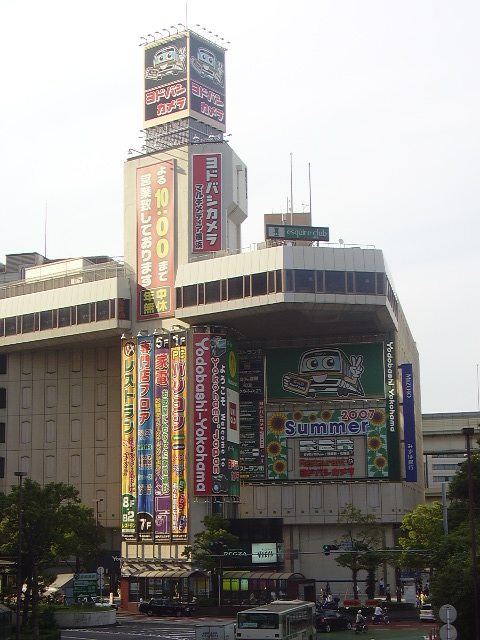
マルチメディア横浜
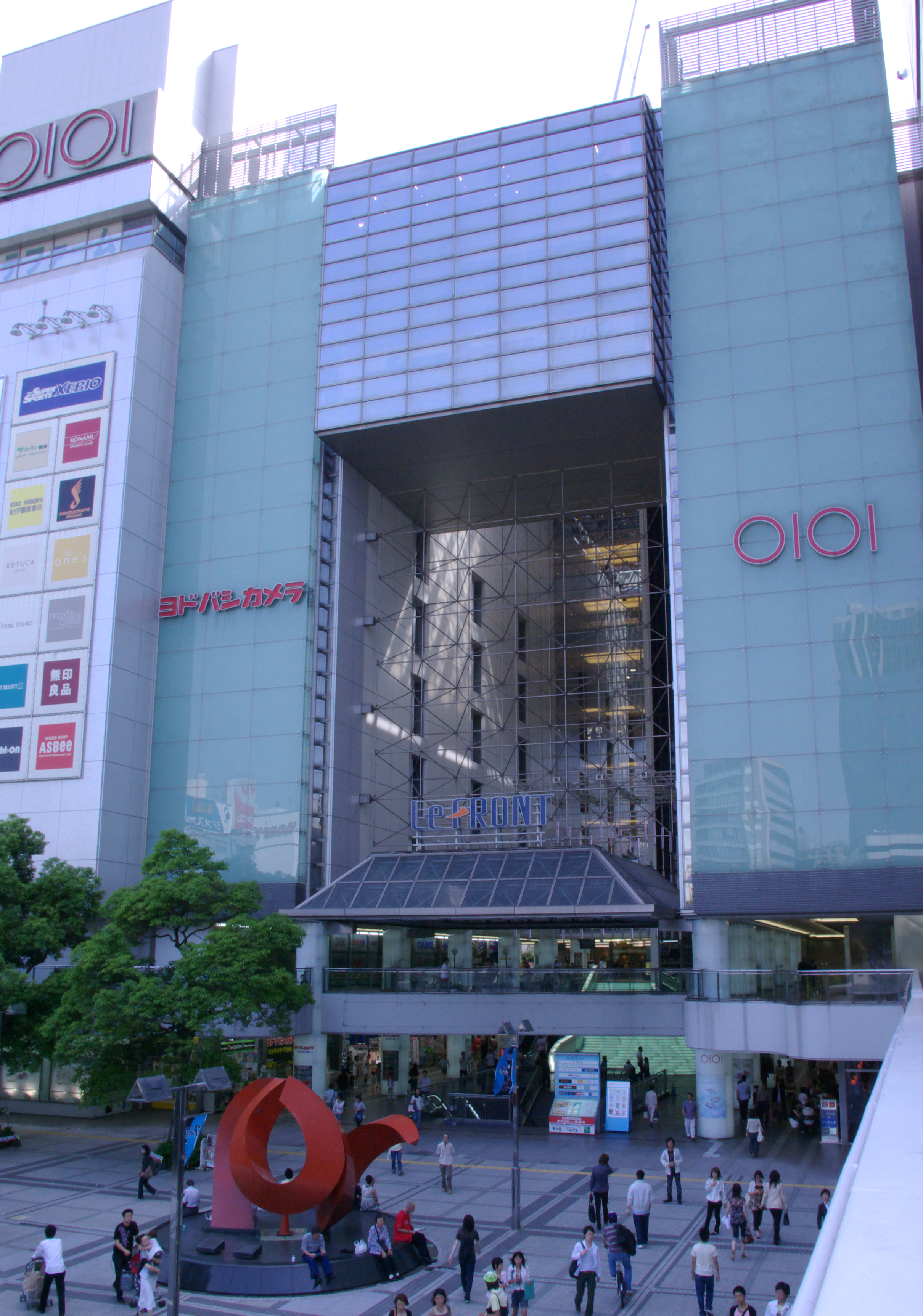
マルチメディア川崎
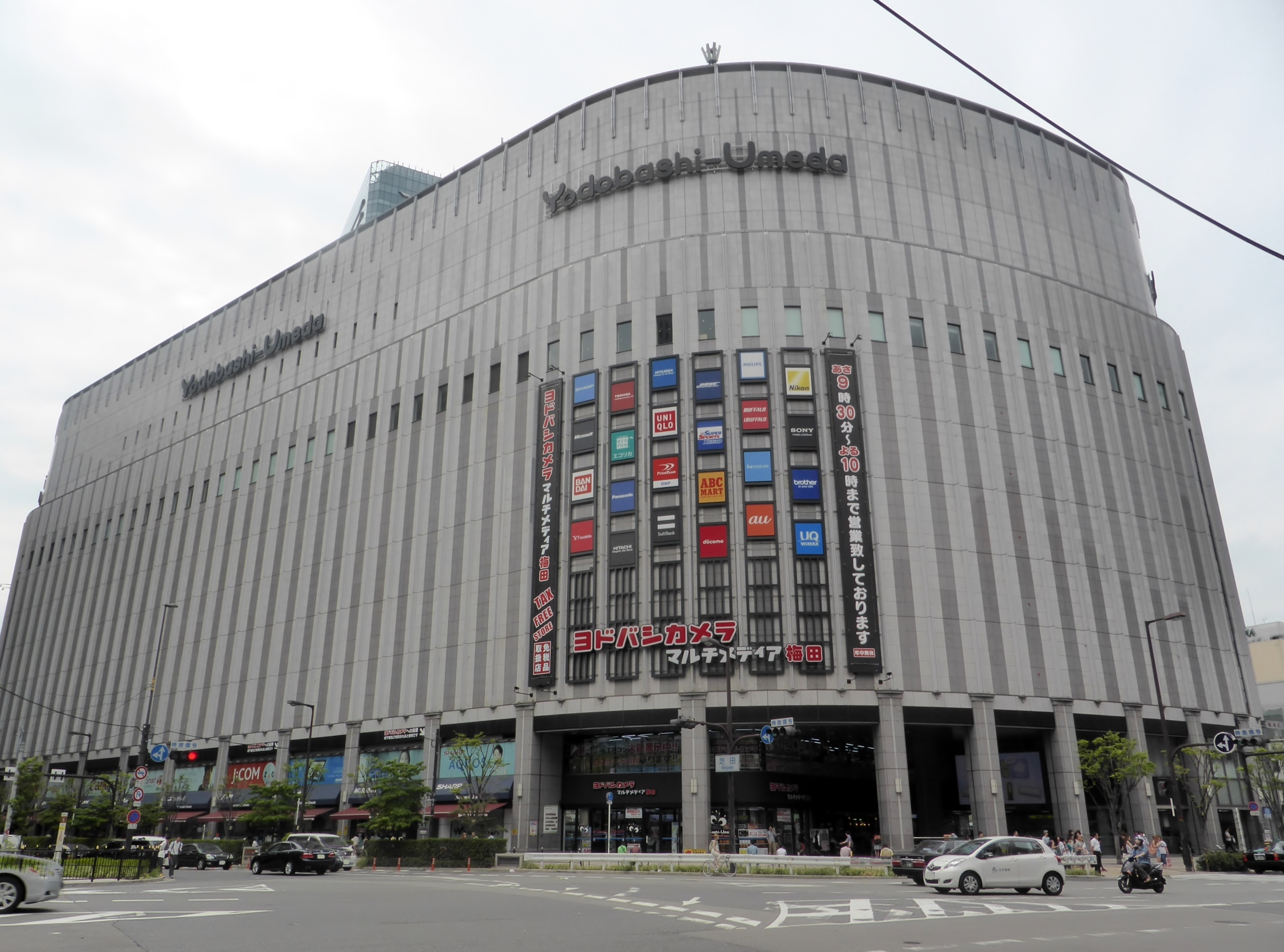
マルチメディア梅田
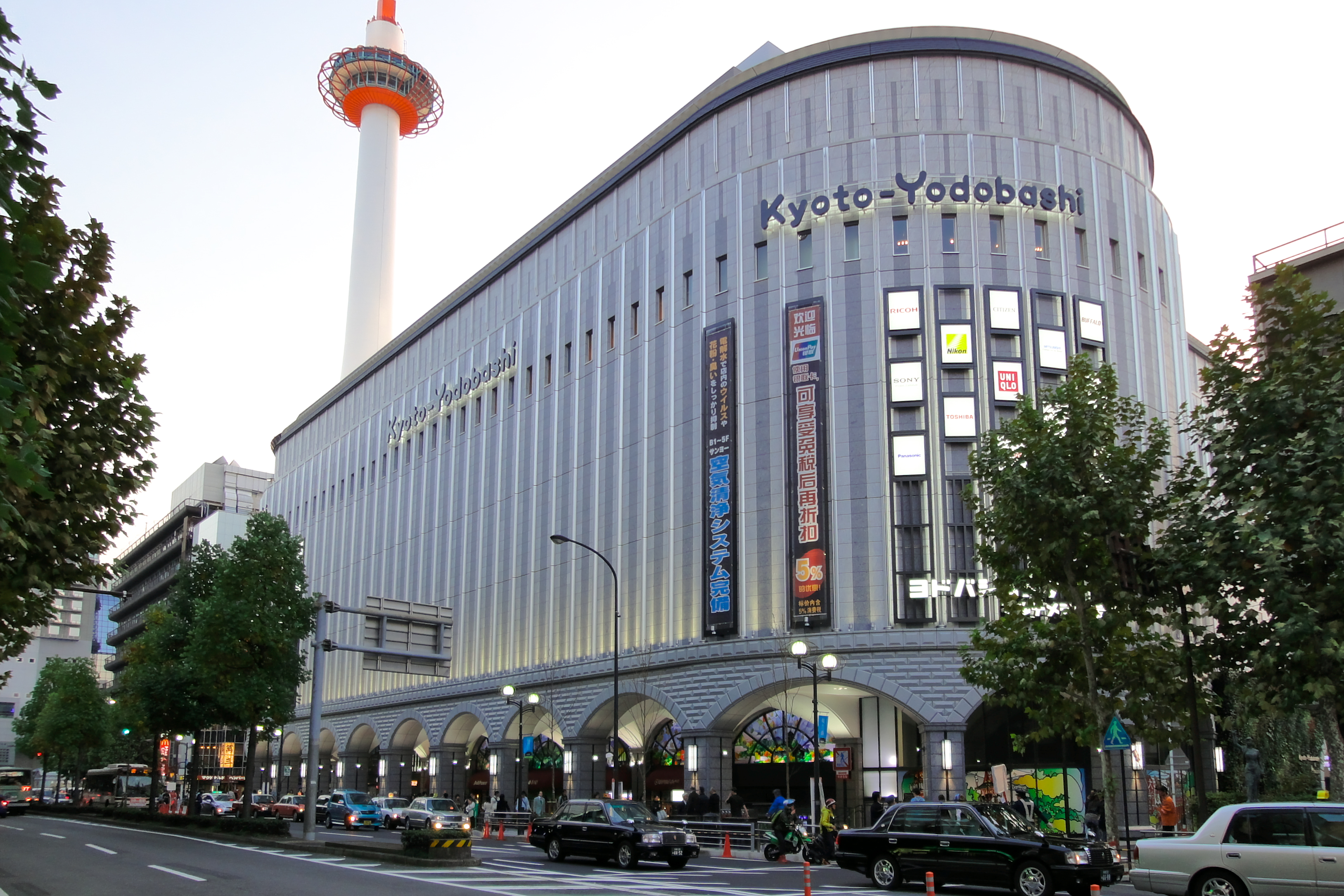
マルチメディア京都
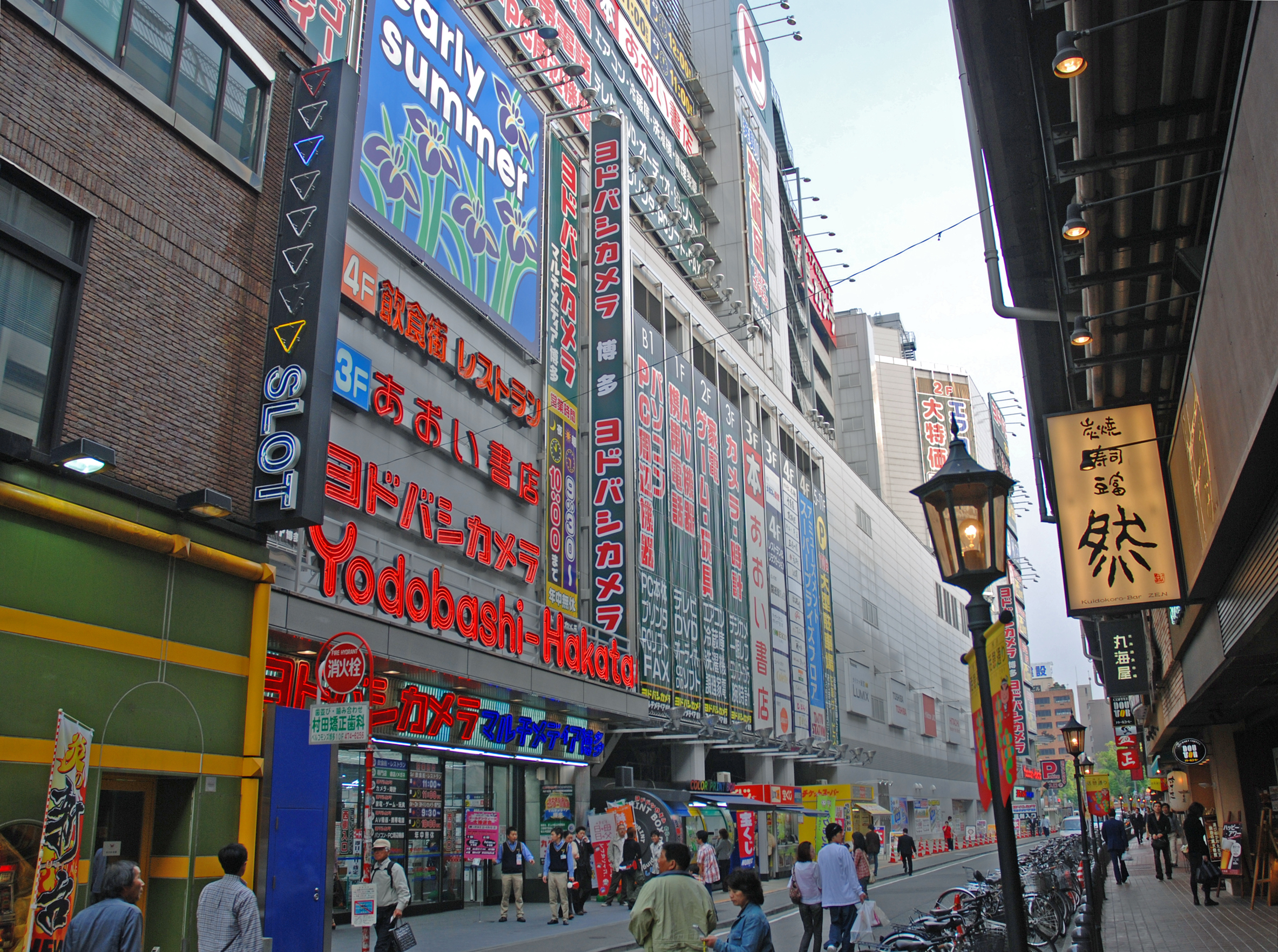
マルチメディア博多
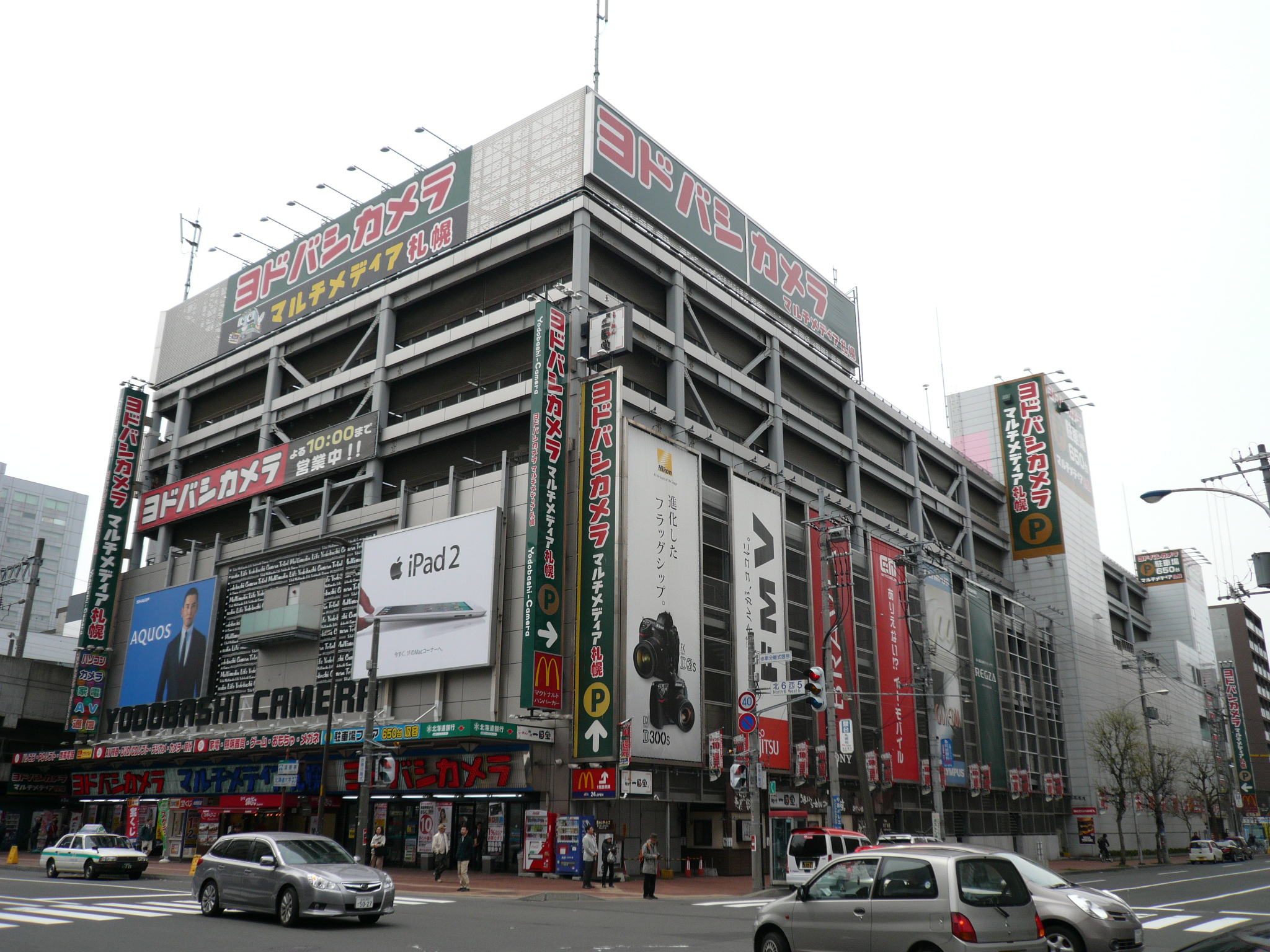
マルチメディア札幌
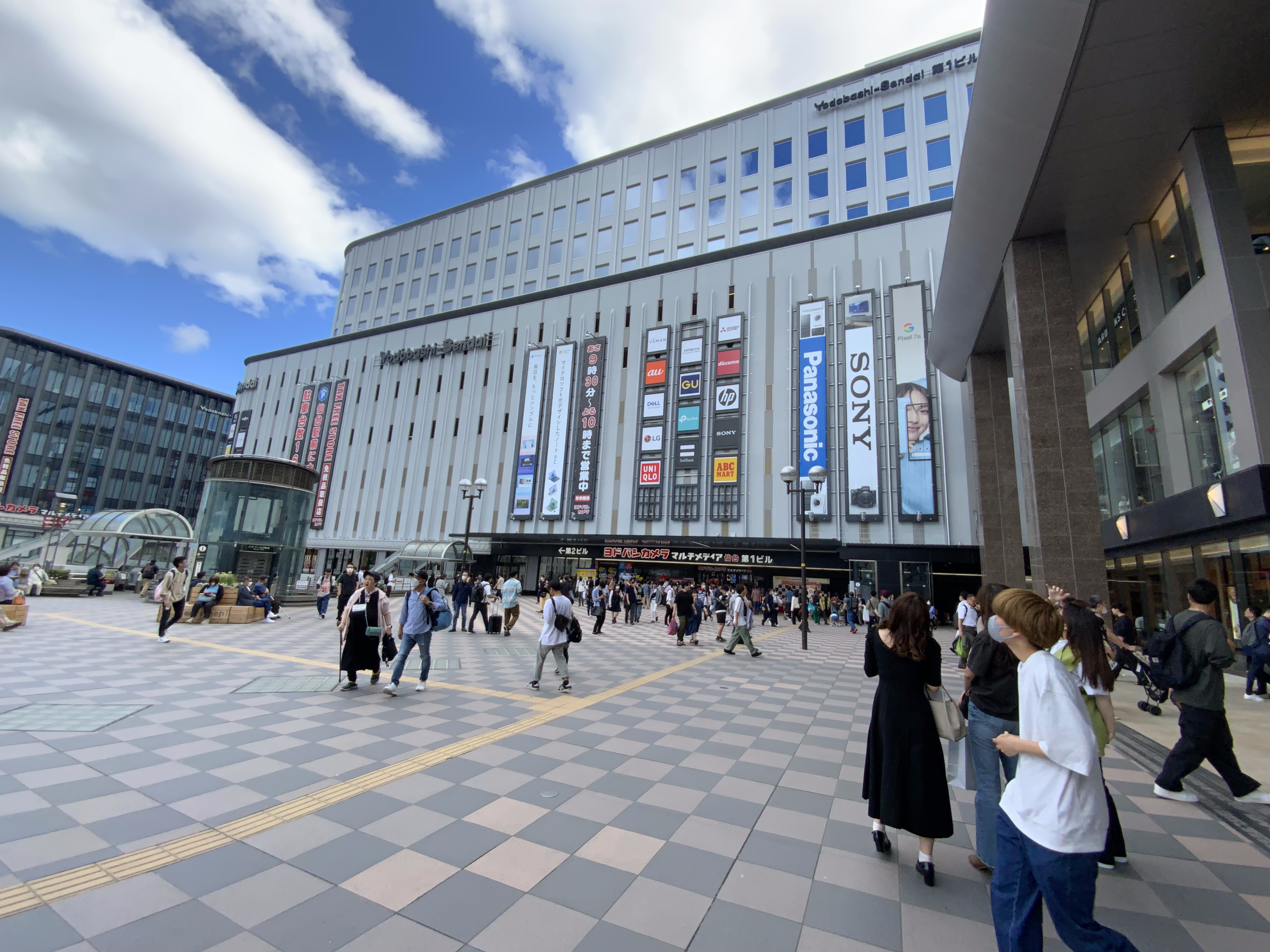
マルチメディア仙台（ヨドバシ仙台第1ビル）
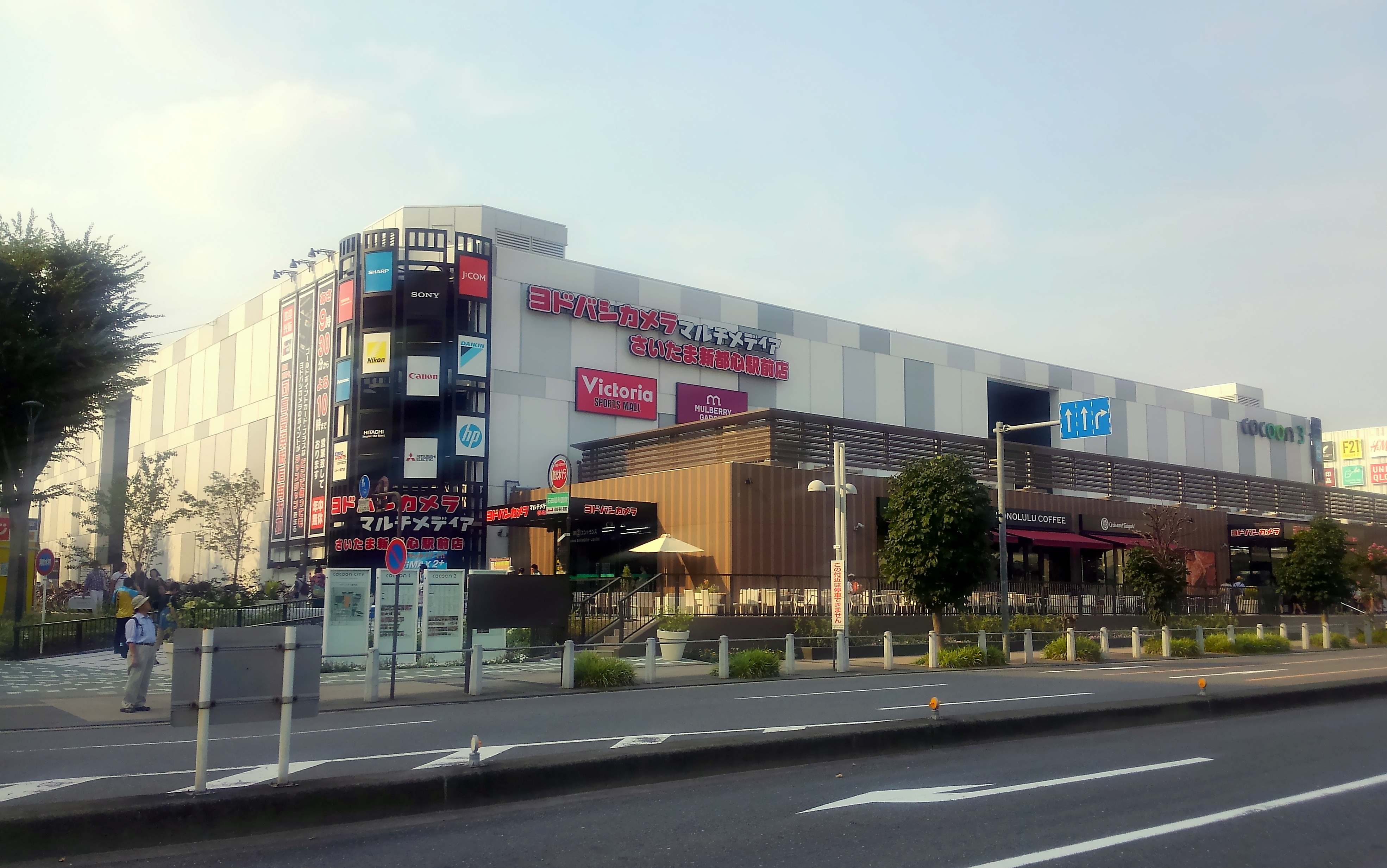
マルチメディアさいたま新都心駅前店
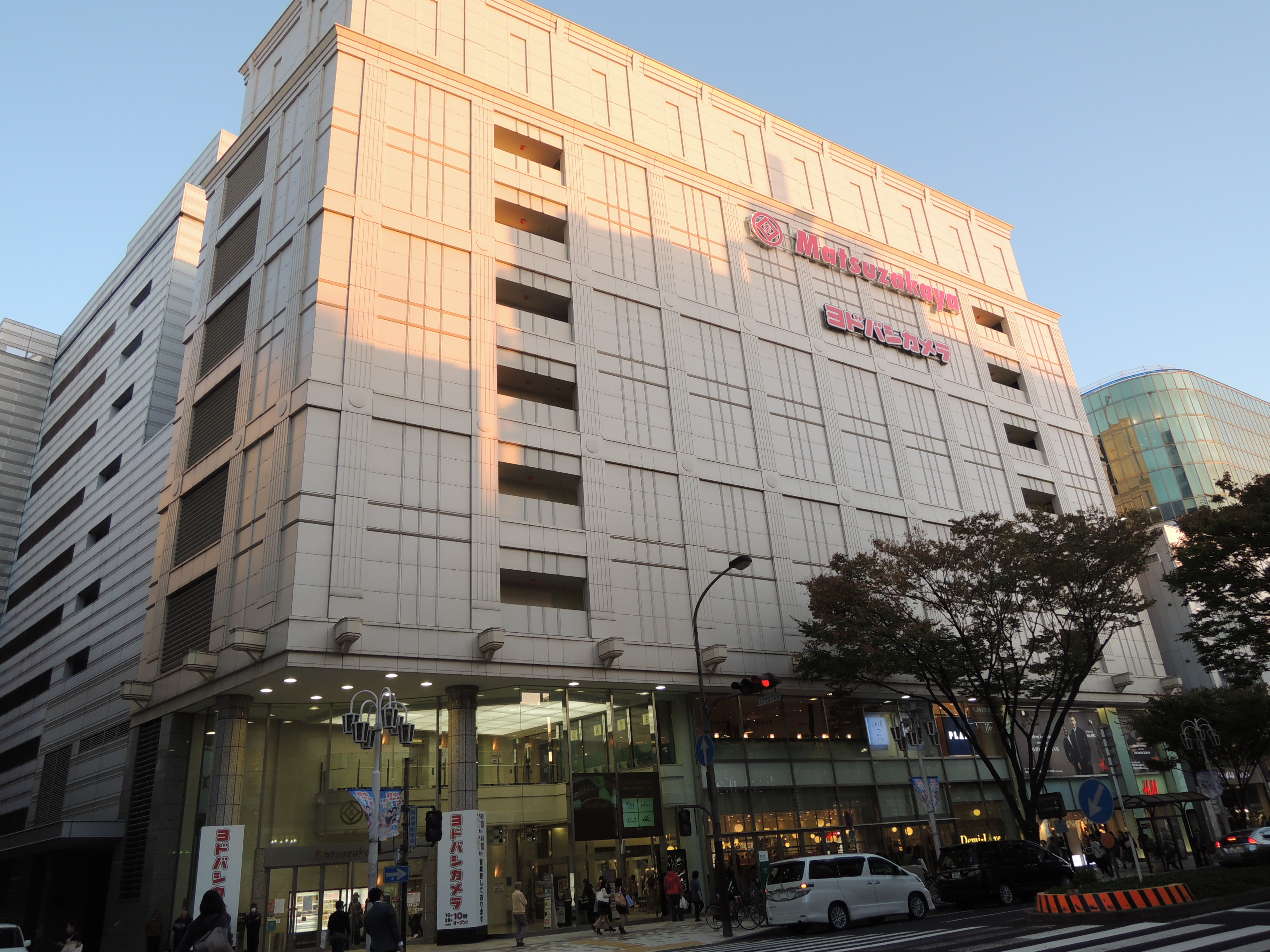
マルチメディア名古屋松坂屋店（松坂屋名古屋店南館）
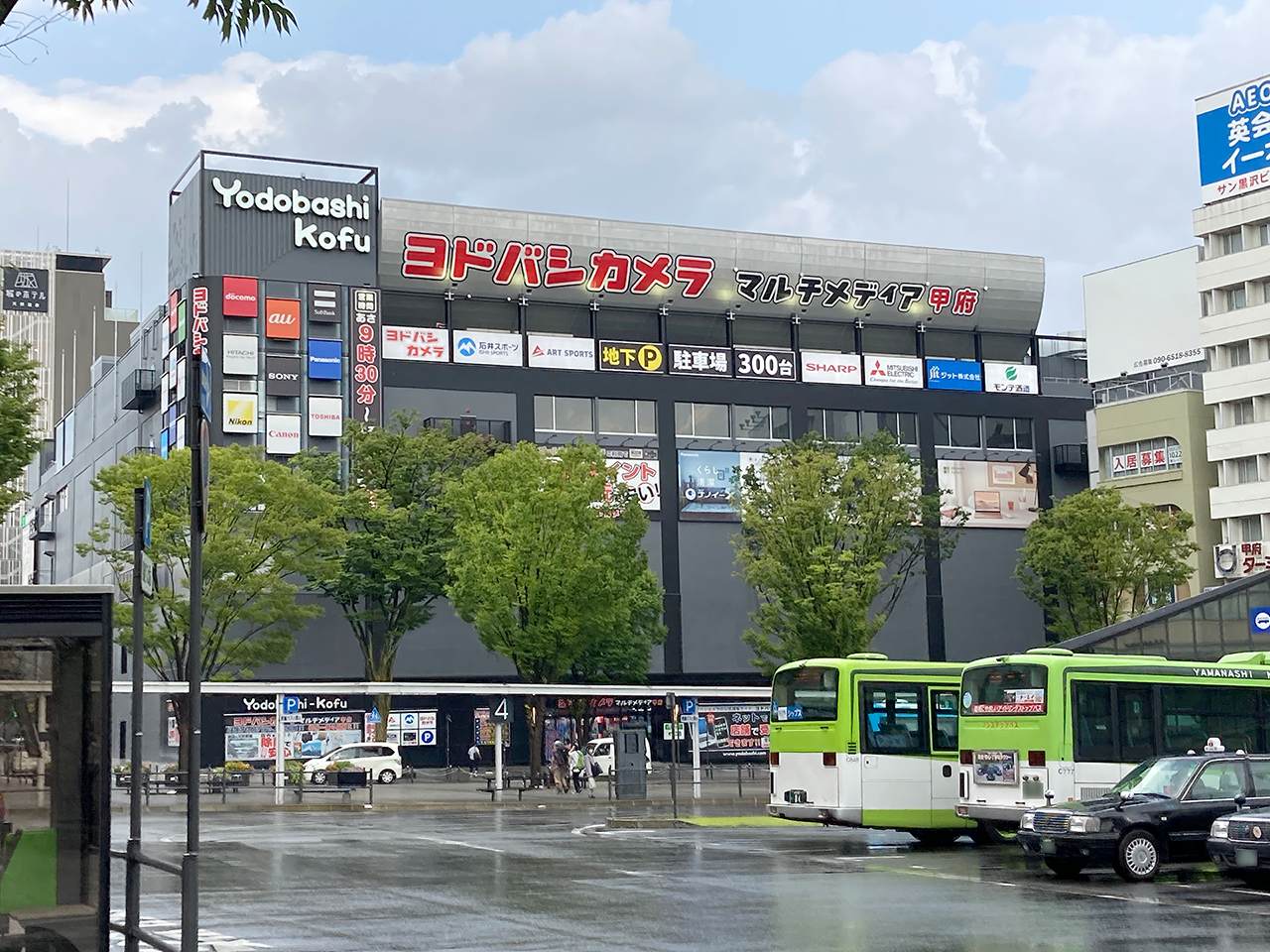
マルチメディア甲府
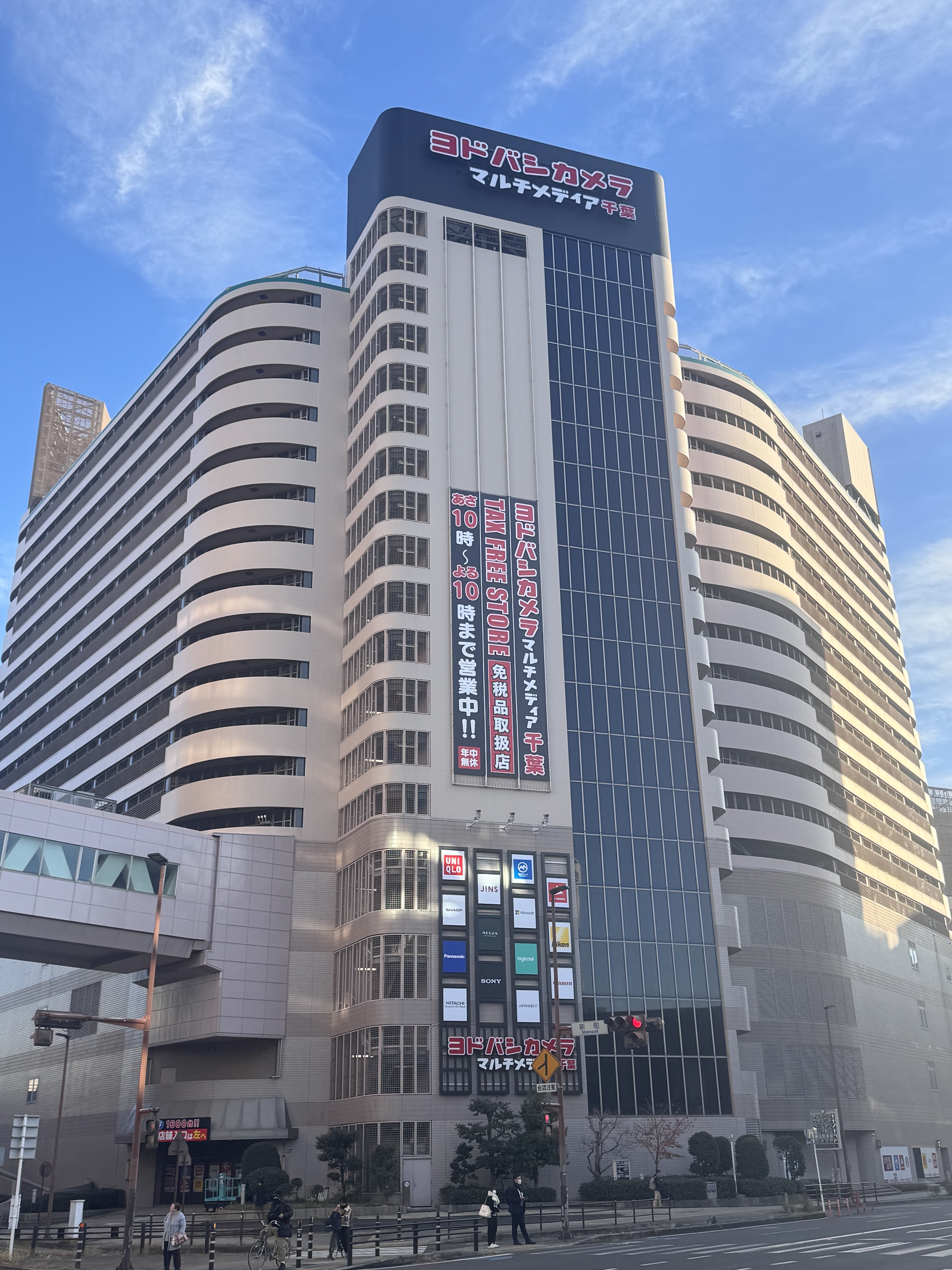
マルチメディア千葉

### 今後の出店計画

#### 新規出店
池袋（東京都豊島区）
同社が「どうしても店を出したい」と、何度も物件取得を考えた地区であり、2009年に閉店した三越池袋店（現在のヤマダデンキ「LABI池袋」）への出店も考えていたが、その際は重要視している駐車場が十分にないことから断念している。その後、2023年9月、そごう・西武をセブン&アイ・ホールディングスからフォートレス・インベストメント・グループに売却を進める過程で西武池袋本店の一部不動産を約3000億円で取得した。（2024年9月より「ヨドバシHD池袋ビル」に名称変更）。西武池袋本店の改装過程にて、同ビル内に出店することが豊島区などに示された後、Yodobloom池袋店（2024年6月21日開店）を皮切りに同ビル内の1階の3分の1と、2階以上の中央・北側部分に2025年度内に出店する予定となっている。
渋谷　(東京都渋谷区)
そごう・西武をセブン&アイ・ホールディングスからフォートレス・インベストメント・グループに売却を進める過程で、西武渋谷店内に出店する計画があることが判明した。
原宿（東京都渋谷区）
JR原宿駅近くの旧コクド本社跡地を2013年に取得。当初は延べ床面積1万平方メートル台前半の中規模店を2015年頃に出店する予定としていたが、建物は2018年に完成させたものの、2021年11月までの3年間電通とサニーサイドアップに貸し出し、共同プロジェクト「神宮前6丁目プロジェクト」として運用され、2019年1月にjingとしてオープンしている。予定していた2021年11月以降も貸し出しが続いており、2023年8月現在も引き続きjingとして建物が使用されている。

#### 既存店舗移転
新宿新店舗（東京都新宿区）
新宿西口本店マルチメディア館の向かいにある「MY新宿第2ビル（旧・安田生命第2ビル）」を2010年7月に取得、取り壊した後2017年までに高層ビルを新築し開業予定。更に、現在は複数の建物に分散している新宿西口本店を2020年までに再編して高層ビルに立て替え、MY新宿第2ビル跡地のビルと合わせた2棟構成で約4万平方メートルの店舗となる見込み。しかし2023年現在着工されていない。
札幌新店舗（北海道札幌市中央区）
2009年9月に閉店した西武札幌店本館・ロフト館の土地と建物を2011年1月に取得、札幌市や周囲のビルの地権者と高級ホテルの誘致を含め一体的な再開発も含めて検討し、建て替える。オープン時期は2028年の予定だったが、資材価格や人件費の高騰、2023年3月結成予定だった再開発組合の未結成の影響で、ビルの規模を縮小し、高級ホテルの誘致の断念、建設費の圧縮、計画修正を行った。
その後、2024年1月に再開発組合を設立。2024年夏に着工、2028年夏の竣工を目指している。
直営売場面積は2万平方メートル程度。札幌駅北口にある現在のマルチメディア札幌を新店舗に移設させる方向かどうかは未定。

### 閉店・移設または統合した店舗
- マルチメディア新宿東口に統合
  - 新宿西口大ガード店
  - 東口駅前店
  - グッドギア東口店
  - 新宿東口マルチメディア館
- マルチメディア京急川崎（現在のヨドバシアウトレット京急川崎）
- マルチメディア横浜に統合
  - 横浜AV家電総合館
  - 横浜ゲームホビー館
- マルチメディア横浜駅前店（マルチメディア横浜開業後は横浜駅前ケータイワンセグ館→横浜駅前ガチャガチャ館となっている）
- マルチメディア上野に統合
  - 上野駅前店（現 マルチメディア上野）
  - 上野店（現 マルチメディア上野2号店）
- 郡山駅前店（マルチメディア郡山へ移設）
- マルチメディア仙台に統合
  - 仙台西口店
  - 仙台東口店
  - YD STATION
- 札幌店（マルチメディア札幌へ移設）
- 新潟店（マルチメディア新潟駅前店へ移設）
- 千葉店（マルチメディア千葉へ移設）

## ヨドバシにおけるECについて
ヨドバシカメラではECサイトによる通信販売としてyodobashi.comを開設している。もとは1998年に「パーソナルストア」として開設され8000品目を扱っていたが、2015年7月時点では370万品目となるなど規模の拡大を進め、売上高も2010年3月期が337億7800万円、2011年3月期が355億円、2012年度は458億円、2013年度は650億円、2015年度には1000億円見込と急成長を遂げ、2022年度現在は国内小売企業で3位の2099億円となっている。
成長の背景には、１点目として、取り扱い品目数の増加を行い、日用品の取扱いで電池1本・ボールペン１本から配送料原則無料とすることで、日常的にyodobashi.comを利用してもらい、接点を持たせ、大型家電を購入する際に買ってもらう戦略がある。２点目として、1988年から導入した在庫管理システムを基に、品目数の増加にも対応させてきたことや、物流拠点の整備等、独自の物流網が大きな役割を果たしている。もともと実店舗でレールサイド戦略を取っていたことから、持ち帰りの機会が少なく地価の高い駅前店に在庫させる意味の薄かった大型家電について、物流センターから各家庭へと直送する態勢を構築していたが、通販部門でもそのインフラを利用することで大型製品の当日配送を実現している。今後も2024年以降、200億円弱を投じてECの配送拠点を2024年現在の4倍の100カ所に増やし、当日配送できる地域を全国で広げる予定で、また、一部店舗を取得したそごう・西武の商品の取り扱いも検討し、さらなる規模の拡充を進める予定。
店頭においては専用アプリで読み取れるバーコードを設置し、yodobashi.comでの販売価格と他ECサイトとの販売価格を比較して容易に注文が可能な仕組みを構築しているほか、2015年にはヨドバシエクスプレスメール便と称し、自社物流網を活用し配送についても自社便とし、無料かつ発注から最速で6時間以内に届き、不在時でも郵便受けに投函するサービスを東京都の一部で試行的に開始。2016年9月15日にヨドバシエクストリームとして正式にサービスインした。
現在、ネット通販の利便性向上に伴って店舗で調べてインターネットで注文するショールーミングという購買行動も行われるようになっている。また、yodobashi.com開設時の1990年代後半は、一般的にはECと実店舗の相性が悪く、同一社内で競合関係を生じる可能性が指摘されていた。これに対し、ヨドバシカメラは「ECチャネル」と「店舗チャネル」の2つの販売チャネル概念を撤廃し、「チャネルレス」概念を適応。ECと店舗、どちらでモノが売れても、その販売実績を社内評価の対象とした。また、yodobashi.comでは店頭お取り置きサービスを実施している。yodobashi.comサイト内の購入手続きで、宅配便の代わりに希望の受取店舗を指定すると、営業時間内で在庫があれば早くて30分以内に希望店舗の受取専用窓口に、在庫がない場合でも他店舗から取り寄せ取り置きするサービスで、手数料無料で利用できる。なお、店頭とyodobashi.comサイト内の販売価格に相違がある場合は安い方の価格が自動適用される。Akiba・梅田・博多では営業時間外でも専用窓口にて、24時間商品の店頭受け取りが可能であり実質24時間営業となっている。
ヨドバシカメラにおいてはWi-Fiの無料開放とともに、スマートフォンでの店内撮影及びSNS投稿が公序良俗の範囲内で公式に認められている。ヨドバシカメラでの商品価格だけで見れば、他のECサイトに及ばず不利であるものの、他のECサイトで顕著であるトラブル（発送の遅延、保証責任の所在、偽ブランド品の混在等）の心配がないヨドバシカメラとしての信用とスケールメリットを最大限生かし、小規模ECサイトでは到底為し得ない配送部門の強化をすることで、迷惑でしかないとさえいわれたショールーミング客さえもヨドバシカメラの顧客として還流させる仕組みとなっている。さらには日用品・食品・書籍・医薬品などにまで扱い品目を拡大していることから、他大手ECサイト・ネットスーパー・ネット書店・ネットドラッグストア等のユーザー層への食い込みをも狙っている。

## CM・CMソング

### ヨドバシカメラの歌
テレビCM・館内放送においては、「リパブリック讃歌」（The Battle Hymn of the Republic、日本では「権兵衛さんの赤ちゃん」や「ともだち讃歌」の替え歌で知られる）を各地仕様にアレンジされた替え歌を用いている。この替え歌をヨドバシカメラの歌という。新宿西口本店用に、山手線と中央線をフィーチャーした替え歌は、創業者・藤沢昭和自らの作詞である。
当初、男性のコーラス部隊がマーチ風のBGMにのせて歌っていたが、後に男女版や女性版（用途が多かった）、男性版、男女2人が歌う英語版も追加された後、1986年より女性歌手ポプラ1名によるロック系の歌となった（この当時はまだ山手線を「やまてせん」、英語版でも「Yamate Line」と呼んでおり、1990年初期まで使用された）。1990年からは女性アニソン歌手のMIQが歌うバージョンに変更されたが、まだ「やまてせん」のままであった。こちらは短命に終わっている。
客から「（1985年版の）歌詞が未だにやまてせんになっている」と指摘されたため、MIQ起用時の1991年頃よりインストゥルメンタル系やまのてせんバージョンを作り直し、同時に新たな英語版も作成された。旧来のマーチ風を思わせるアップテンポ系の曲で、こども合唱隊が歌うバージョン（2015年から3代目に代わり、のちに店内放送でも使用されている）も合わせて作成され、インストゥルメンタル系の歌とともに使用されていた。
マルチメディアAkibaバージョンもMIQに依頼する予定だったがスケジュールの都合が付かず、他の女性歌手で収録したものを現在使用しているが、その後2008年頃に新宿西口本店バージョンが現状にあった歌詞に修正した際にも、Akibaと同じくこの女性歌手で収録し使用されている。なお、MIQは2006年8月26日にマルチメディアAkibaに来館し「おたまじゃくしと権兵衛さんのすべて」発売記念イベントにて生歌を披露した。
- 初代CMソング（新宿西口本店用の日本語版と英語版）を収録したソノシート「ヨドバシカメラCMソング」が存在する。ジャケットには山手線で使用されていたウグイス色の国鉄103系電車のイラストが描かれている。
- ヨドバシカメラ各店の電話保留音もこの歌になっている。
- 携帯サイト「モバイルヨドバシ」では着信メロディが無料でダウンロードできる。
- 2008年頃から使用しているレジ袋には旋律の楽譜がプリントされている。
- 初代の歌詞では「8ミリ」、1991年版では「ワープロ」「ラジカセ」など時代を感じさせる単語が使用されている。
- 2009年にマルチメディア横浜とマルチメディア宇都宮を除く関東地区の店内放送（但しマルチメディア吉祥寺は2012年12月から）はこども合唱隊が歌うマーチ風のバージョンに変更された。関東地区のテレビCMでは1番（マルチメディアAkibaバージョンの歌詞の1番と同一）と5番（クリスマスセール時のみ）が使用されている。関西地区、北海道、福岡県のテレビCMでは5番の歌詞をアレンジしたものを使用している。
- 2010年11月にオープンしたマルチメディア京都も店内放送にマーチ風のバージョンを使用しているが、関東地区とは異なり女性歌手1名とこども合唱隊の混成になっている。
- 2015年11月にオープンしたマルチメディア名古屋松坂屋店については、最寄り駅である矢場町駅と栄駅に乗り入れている名古屋市営地下鉄名城線と名古屋市営地下鉄東山線をフィーチャーした歌詞となっている（栄町駅に乗り入れている名鉄瀬戸線については触れられていない）。名城線が山手線同様環状線であることから、関東地区版からの歌詞の変更が小規模に留められている。
- 楽器売場に陳列されている鍵盤楽器に楽譜が備え付けられており、試奏することができる。
- 2019年には公式YouTubeチャンネルが開設され、10店舗分（新宿西口本店・Akiba・宇都宮・さいたま新都心・横浜・札幌・名古屋松坂屋・京都・梅田・博多）のCM曲が公開されている。
- 夏場には、上記10店舗ごとの歌詞と楽譜が記されたうちわが配布される。

このCMソングは通信カラオケ（UGA、DAM、JOYSOUND）にも収録されている（歌詞は91年版）。なお、前記の通信カラオケ主要3機種全てにCMソングが収録されたのは、家電量販店ではヨドバシカメラが初である。また2004年11月には、家電量販店9社のCMソングを集めたコンピレーションアルバム『エレクトリックパーク』（ポニーキャニオン）も発売された。
以前には上新電機がヨドバシカメラと業務提携により大阪市内で営業していた「X'cit（エキサイト）」のCMソングとして、同じ曲の替え歌を用いていたことがあった（X'citは現在すべて閉鎖され、ヨドバシカメラとの業務提携も既に解消）。この替え歌も女性歌手のポプラが歌った。
コナミの『セクシーパロディウス』にはリパブリック讃歌をモチーフにしたBGMがあるが、スタッフによると「某電気店の曲で使われている曲」と紹介していた。

### CM放送

#### テレビCM
BGMにヨドバシカメラの歌を使用している。基本的に関東地区をはじめ店舗のある地域で放送されているが、民放BS・CS局では東京中心のスポンサーのため、関東向けバージョンを見ることができる（これはビックカメラでも同様）。CS放送のsky・A・sports+は大阪・朝日放送の子会社であるため、マルチメディア梅田のCMを放送している。
初期のCMはヨドバシカメラ本店が山手線と中央線の交差する新宿駅の西口に立地しているアニメーションを放映して利便性をアピール、その後各メーカとタイアップして、個別売れ筋商品の紹介を行っていた。当初は価格・割引率も放映していたが、値動きが激しくCMの修正対応が難しいこととオープン価格の普及に伴い、現在では商品・店舗紹介にとどまっている。
また、1980年代末期から1990年代前半は、関東ではヨドバシカメラが提供していた番組を近畿地方で放送する際（「ひらけ!ポンキッキ」など）、上記の「X'cit」のCMに差し替えていた時期があった。
関東地区のテレビCMはすべて番組提供枠（30秒）で放送されている。ステーションブレイク枠のスポットCM（15秒）は制作されていない（関東地区以外では15秒のスポットCMが制作されている）。西日本地域では1980年代末期に、例外的にテレフォンショッピングのCMが広島県内の民放テレビ局で放送されたことがあった。2011年3月11日に東日本大震災が発生した直後は、ヨドバシカメラの歌がゆっくりめのインストゥルメンタルに差し替えられていた。
出演者に著名人を起用することはないが、例外としてマルチメディア博多のCMに福岡ダイエーホークス（当時）の選手が出演したことがある。さらにそのつながりで、2004年の川崎ルフロン店オープン告知のCMに川﨑宗則が出演した。

### 提供番組
- ANN NEWS（テレビ朝日）
- ZIP!（日本テレビ）
- ズームイン!!サタデー（日本テレビ）
- ぶらり途中下車の旅（日本テレビ）
- 遠くへ行きたい（日本テレビ）
- モーニングショー（テレビ朝日）
- 報道ステーション（テレビ朝日）
- ANNニュース（テレビ朝日）
- 池上彰のニュースそうだったのか!!（テレビ朝日）
- スーパーJチャンネル（テレビ朝日）
- THE TIME,(TBSテレビ)
- Nスタ(TBSテレビ)
- News23(TBSテレビ）
- JNN NEWS（TBSテレビ）
- 開運!なんでも鑑定団（テレビ東京）
- スポーツ リアライブ〜SPORTS Real&Live〜（テレビ東京）
- めざましテレビ（フジテレビ）
- FNN Live News days（フジテレビ）
- 日曜報道THE PRIME（フジテレビ）
- イチモニ! 土曜日（北海道テレビ）

#### ラジオCM
BGMにヨドバシカメラの歌を使用している（インストゥルメンタルでテレビCMとは音源が異なる）。店舗のある地域での放送のほか、TOKYO FM系全国ネット「SCHOOL OF LOCK!」では、火曜・水曜に店舗のない地域も含めてヨドバシカメラインターネットショッピングのCMが放送されている。またかつてはラジオたんぱ（現・ラジオNIKKEI）でもインストゥルメンタルのCMが流れており、関東地区外へ進出する以前に日本全国でCMが聴けた。現在のラジオCMは、ラジオNIKKEIの局アナウンサーが読んだものが、局を問わずに放送されている。
また、NRN系列6局で放送されているヨドバシカメラ一社提供番組『細川茂樹の家電ソムリエ』（2009年4月 - 2010年6月）→『キャイ〜ンの家電ソムリエ』（2010年7月 - ）では、パーソナリティの細川茂樹→キャイ〜ンによるインフォマーシャルが流れており、各ネット局ごとに最寄りの店舗が紹介されている。
JFN時報にて、2009年4月から現在に至って、平日20時以降の偶数時に流れるようになっている。

## マスコットキャラクター
ヨドバシカメラにおいては、独自のマスコットキャラクターの類は存在しないが、駅前立地をアピールするため設立当初からCMに鉄道車両のアニメキャラクターを登場させていた。
登場車両は時代によって変更され、放映開始から1984年までは101系電車（中央線）と103系電車（山手線）、（過度期には103系電車（山手線）と201系電車（中央線）が出演するCMもあった）1985年から2005年までは201系電車（中央線）と205系電車（山手線）、2005年から2008年まではE231系電車（山手線）、201系電車であったが、現在はE231系電車（山手線）とE233系電車（中央線）になり、さらに2017年4月放送のCMではE235系電車 (山手線) も登場している。
その流れで2000年代前半より各店舗においては、隣接している駅に乗り入れている鉄道会社の車両をイラストキャラクター化している（横浜店では1985年のCMに京急2000形電車、横浜市営地下鉄（当時最新型の2000形）、東急8090系電車、相鉄6000系電車、103系電車（京浜東北線・根岸線）、113系電車（横須賀線、東海道線）がCMの最後に横浜店を告知するCMもあった）。車両の方向幕の部分には愛称（京急くん、湘南新宿くんなど）が記され、店内の広告や案内表示にも多用されている。
関東圏以外でも同様に鉄道車両のキャラクターが設定されている（例：梅田店での103系電車・323系電車（大阪環状線）・大阪市交通局21系電車（御堂筋線）、過去には阪急8000系電車や阪神9300系電車をモチーフとしたキャラクターも存在した）。なお、京都ヨドバシでは鉄道車両のキャラクター（京都では321系電車）のほかに京都市営バスをモチーフにした「ヨドバスくん」も存在している。
ヨドバシAkibaでは2009年4月22日から独自のキャラクターを設定している。従来の鉄道車両の先頭車から手足が生えたものではなく、鉄道車両をモチーフにした服を来た2.5頭身に鉄道擬人化されたものである。設定当初は山手線のE231系500番台電車をモチーフにした女性キャラクター1種類であったが、その後女性キャラクターにはポイントカラーをピンクにしたものを始め、京浜東北線の水色や日比谷線の灰色、黄色、赤色などカラーバリエーションを増やしたほか、首都圏新都市鉄道TX-1000系電車/TX-2000系電車をモチーフにした男性キャラクターが加わっている。女性キャラクターには「ヨドちゃん」、男性キャラクターには「ヨドくん」という名前がつけられている。
マルチメディア仙台では、最寄り駅となる仙台駅を発着する各線の主要形式のみならず、主に東北地方を中心にありとあらゆる鉄道車両やバス等がイラストキャラクター化されており、中には福島県沖地震による東北新幹線不通時に運行された臨時快速列車や日本での使用後インドネシアのKRLコミューターラインに譲渡された205系といった極めてレアな車両までイラスト化されている。また、車両が登場してからイラストが展示されるまでの対応が極めて早く、中には鉄道各社の公式発表から数時間で展示される例もある。

## サービス

### ゴールドポイントカード

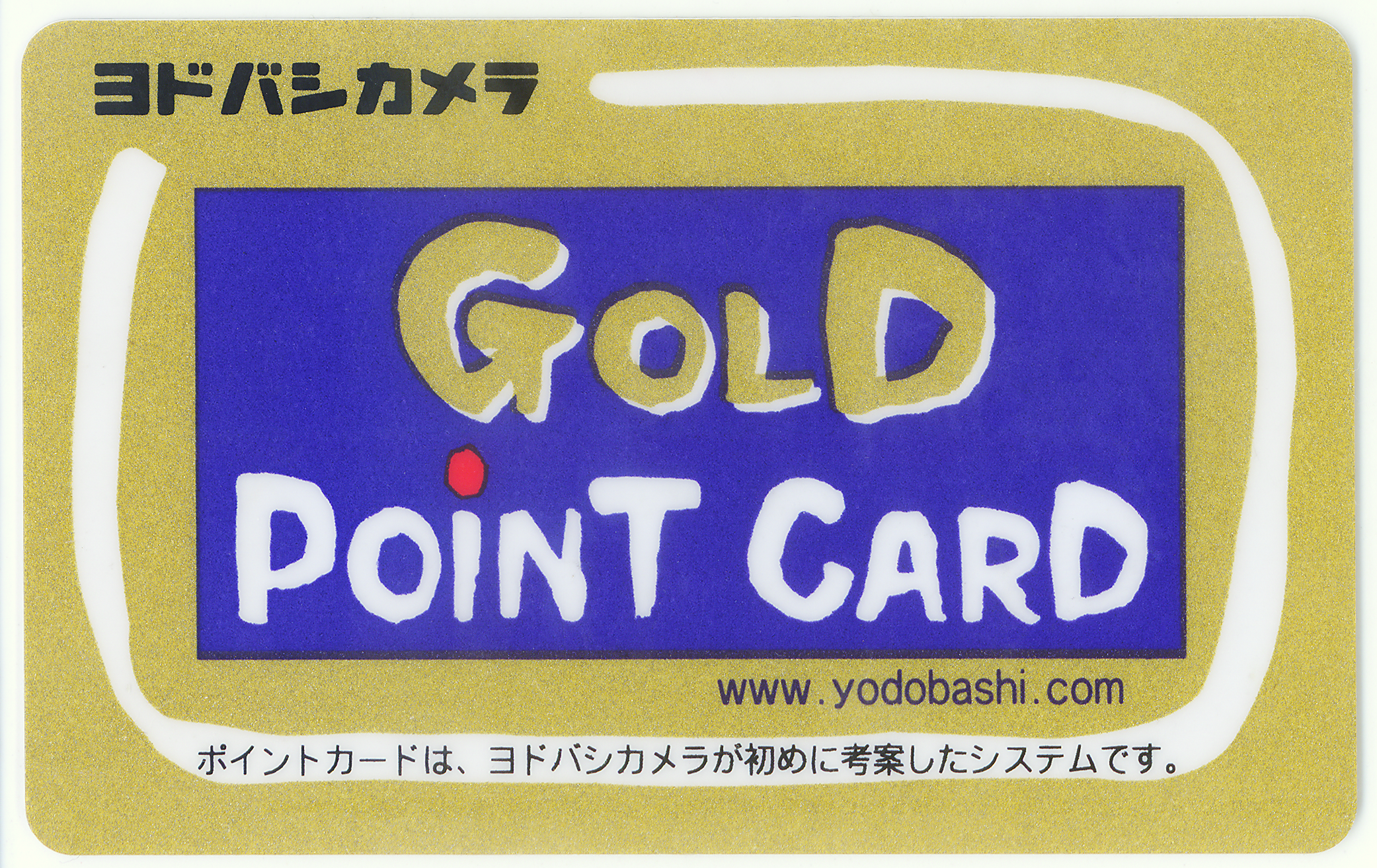
ゴールドポイントカード

ヨドバシカメラが行っているポイントサービスを受ける際に使用されるカード。
1989年4月、日本で初めてバーコードを用いたカードによってポイントカードの使用を始めた。開始当初はCD売場限定で、表面の地色は青緑色の紙製、有効期限は1年間（売場での手続による引継は可能）であった。1990年11月に全売場で利用可能なプラスチック製の「ゴールドポイントカード」に移行した。専用のポイントカードを発行し、ポイントを電磁的に管理する、今日のポイントカードシステムは、このヨドバシカメラが最初に考案したと言われる。
従来の大型店舗ではいわゆる「値引交渉」が一般的であったものの、店員とのやりとりが煩わしい、実勢価格が見えにくい、値引額が交渉次第という消費者間での不公平等の側面があった。これらの問題を解決し、さらに店舗側は値引き交渉に携わる時間・人員コストを削減し、かつ顧客（リピータ）を獲得する手段として考え出したとされる。その際、ポイントが通貨の代わりの様に使用される為、創業者の藤沢昭和が大蔵省に何度も掛け合って実現された経緯がある。
ポイントはポイントカードに記録されるのではなく、本部のコンピュータに記録されているため、万一紛失してもポイントが失われることがない。開始当初は紛失時の再発行制度がなかったが、後にバーコード番号が分かれば情報誌「The Point Network」などから有料で再発行が可能になり、現在は複数枚の同一名義カードを1枚に集約できるなど、利便性が向上した。なお、最後の利用から1年（後に2年）が経過するとポイントが失効する（カード本体はそのまま使用可能）。ヨドバシカメラではポイントサービスで顧客が得たポイントのことを「ゴールドポイント」と呼ぶ。
消費税の税率が3%だった時代には、当初は内税表示を行っていた。その後1992年から「消費税は頂きません」と方針を転換したが、1997年4月に税率が5%となり、利益が圧迫されるようになったため、1年後の1998年4月1日から外税表示となった（2004年4月1日からは法律の改正に伴い再度内税表示に）。この時、ポイント加算率が5%上乗せされ、現金、Jデビット、プリペイド式の電子マネーでの支払いの場合5%→10%、クレジットカードとショッピングローンの場合3%→8%となった（後に登場するVISAデビットカード及び梅田店で利用可能なPiTaPaも8%）。さらに特定商品、および期間限定で加算率が上乗せされることもある。2015年6月25日からは、「ヨドバシドットコム」とポイント情報を共通化させた利用者を対象に、クレジットカードでの加算率が現金同様の10%に改善された。
1998年にスタートしたインターネット通販では、購入時に発生したポイントをポイントカードに貯めることができ、ネットと店舗をリンクさせた先駆けであった。長らくポイント使用は店舗に限られていたが、2006年7月5日よりヨドバシカメラのECサイト「ヨドバシドットコム」および携帯電話対応ECサイト「モバイルヨドバシ」でも、ポイントが使用可能になった。ただし、店頭でアクセスキー発行を受け、ヨドバシドットコムまたはモバイルヨドバシでアクセスキーを利用しポイント共通化手続をすることが必要である（従来からの「ヨドバシドットコム」「モバイルヨドバシ」利用者も改めてポイント共通化手続きが必要）。
東京消防庁や東芝、京浜急行電鉄、東京都福利厚生事業団（東京都職員）など、一部に団体契約のゴールドポイントカード（事業団カード）が存在し、現金・デビット支払時には通常カードよりも+2%ポイント還元率が上乗せされる。（最大で12%還元）
一部商品で還元率が異なるが、概ね詳細は以下の通り。一部メーカーは指定価格制度を導入した影響で還元率が無しになっている。
| 商品 | 還元率                                                |
| --- | ----------------------------------------------------- |
| 下記の商品以外 | 10%                                                   |
| Apple製品(MacBook / Pro , Mac Pro , 純正周辺機器) 家庭用ゲーム機本体(Nintendo Switch除く)                                                                                                  | 5%                                                    |
| 書籍 | 3%                                                    |
| アップル製品(iPad,iPad Pro) Nintendo Switchシリーズ本体 Anker製品 SIMフリー版Xperia本体 VAIO社製PC Google Pixel Tablet ポータブルゲーミングPC（ASUS ROG Ally、Lenovo LEGION Go、MSI Claw） | 1%                                                    |
| パナソニック製品（ほぼ全て） 日立グローバルライフソリューションズ（一部） iRobot社製品（ほぼ全て）                                                                                         | 還元無し （※レッツノートの一部及び一部消耗品等は10%） |

### ゴールドポイントカード・プラス
2005年よりソニーファイナンスインターナショナルとの提携クレジットカードである「ヨドバシゴールドポイントカードIC eLIO」が発行されていたが、2009年以降の同社の事業縮小に伴い、2010年11月1日より同カードに関わる全ての事業をヨドバシカメラが2010年春に設立した完全子会社ゴールドポイントマーケティング（GPM）へ吸収分割方式で譲渡し、カード名称が「ゴールドポイントカード・プラス」へ変更された。クレジットのプロセシング（決済）業務及び入会審査業務については三井住友カードへ委託している。かつて、入会審査業務についてはSMBCファイナンスサービス（かつてはセディナ（旧OMC）と丸井の合弁会社であるプロセント。同社は2013年4月にセディナと合併、その後2020年7月に旧SMBCファイナンスサービスと合併して現社名へ変更後、2024年4月に三井住友カードと吸収合併）へ委託していた。
カード発行会社についてもGPMへ変更されているが、承継前に入会した会員について、従来の「ヨドバシゴールドカード IC eLIOカード」のままで「ゴールドポイントカード・プラス」のサービスに移行された。
なお、2012年5月中旬以降発行のカードからEdyが廃止され、既存カードの更新または再発行に関しても、楽天Edyが付かないカードへ変更となる。

#### 特徴
- 入会費・年会費無料。クレジットカードの国際ブランドVisaと、プリペイド式電子マネーEdyの決済手段を持つ。近年発行のものには、非接触型決済機能も持つ。ゴールドポイントカードアプリを経由しない場合、他社クレジットカード決済によるゴールドポイント還元率は現金支払いの還元率より2%下がるが、このカードなら現金支払いと同様の還元率となる。
- 公共料金など月極めで支払うものや他店でのVISA決済合計金額の1%が翌月のクレジット代金引落時にゴールドポイントとして付与される（ただし、Edyチャージはポイント付与対象外）。つまりヨドバシカメラでの買い物なら、通常のポイント還元率は11%となる。
- クレジット支払いではなく、通常のゴールドポイントカードとして提示した上で現金やゴールドポイントで支払いをする事も可能。
- Edyで支払った場合、ゴールドポイントが200円毎に1ポイント付与される（おサイフケータイによる「Edyでヨドバシゴールドポイント」と同一サービス）。
- 通常のクレジットカードでは扱えない、24回超-60回の分割払いがヨドバシに限り利用できる（要分割払手数料）。
- 「ヨドバシゴールドポイントIC eLIO」に付帯されたサービスのうち、ソニーファイナンス提供のeLIO決済、ソニープロダクツセキュリティ（ソニー製品購入時の無料補償サービス）等は継承されず、2010年10月31日をもって終了した。代替サービスとして、プラス及びIC eLIOで購入した商品に盗難・破損・水没・火災等偶発的な事故が発生した際に購入から90日以内・一年間最大100万円までを保障する「お買い物プロテクションサービス」が2010年12月16日から開始された。（一部対象外商品有り・一回につき免責3,000円となる。）
  - これとは別に、年会費（3,900円/年）が必要になる代わりに「お買い物プロテクションサービス」の適用範囲拡大（期間が一年に延長、ヨドバシで購入したノートパソコン・VISA加盟店での買い物分も対象になる）等の付加サービスが付いたゴールドポイントカード・プラス会員専用アップグレードオプション「ヨドバシ・プレミアム」が開始された。

### ゴールドポイントワランティ（延長保証）
店舗のみで実施されている延長保証制度。購入金額の5%分の代金（商品購入時付与分を含めたゴールドポイントの充当が可能）で、5年間の自然故障の修理代金を1回に限り負担する（メーカー保証期間中も含まれるが、当サービスを使用すると修理請負回数の「1回」がカウントされるため、メーカー保証を使用するよう勧められる）。負担金額は2年目が購入金額の80%、3年目が70%、4年目が60%、5年目が50%となる。出張修理の場合、いったん修理代を支払い、後日店頭にてポイントで返還される。
- 一部商品を除き、税込10,000円以上の製品に適用される。
- エアコン・冷蔵庫・14V型以上のテレビ・洗濯機は、保証期間中何度でも全額負担。また出張修理可能。

2007年2月14日から、修理に使えるポイント、アフターサービスポイントサービスが開始された。ゴールドポイント会員がヨドバシ各店で買い物すると通常のポイントとは別に還元される。1ヶ月のポイント充当以外の総利用金額の1%が翌月10日頃に還元される。貯まったアフターサービスポイントは1ポイント=1円として、修理などの料金として使える。なおアフターサービスポイントの有効期限は5年間である。
2012年3月31日購入分を以って新規加算は終了。

### おサイフケータイ版ゴールドポイントカード
モバイルFelicaに対応する、「ゴールドポイントカードアプリ」を提供している。4キャリア（NTTドコモのiモードFelica、auのEZ FeliCa、ソフトバンクモバイルのS!FeliCa、ウィルコムのウィルコムICサービス）対応である。利用時は、POSレジスタに接続されたICカードリーダライターに、アプリをインストールした携帯電話をかざすことで、会員の認証を行う。また、ポイント残高等アプリ上で確認ができる。
電子マネー類の処理は、2015年10月以降はTFペイメントサービスのクラウド型決済プラットフォーム“Thincacloud”が採用されているが、それ以前はローソンで採用されていたNEC製の「複数の電子マネー・モバイルクレジット決済に対応するICリーダライタおよび、POSレジでEdyやiDなどの処理を行っていた。そのため、かつては取り扱いレジが限定されていたEdy等の電子決済が多くのレジに対応しているほか、ポイント管理から決済までを、同一リーダライタで、携帯電話を別装置に置き換えることなく処理できるようになった。
なお、付与されるゴールドポイントの付与率は、EdyやSuica等のプリペイド式電子マネー決済は現金と同率、iDなどのポストペイ式電子マネー決済は、クレジットカードと同率になる。ただし、ヨドバシのクレジットカードである「ゴールドポイントカードIC eLIO」は、同節記述の取り扱いとなる。
また、2009年11月26日からは、おサイフケータイでEdyをヨドバシカメラ及び他のEdy利用可能店舗で利用することでゴールドポイントが200円ごとに1ポイント加算される「Edyでヨドバシゴールドポイント」を開始している。

### ヨドバシエクストリーム
yodobashi.comで注文した商品を自社で配送するサービス。2016年9月15日に開始した当初は東京都23区全域、武蔵野市・三鷹市・調布市・狛江市の一部地域であった。このために13か所に専用サービス拠点を開設し、約300台の配達サービス車両と地域専任担当者を配置した。
配送は自社の軽ワゴンや三輪オートバイなど小型の車両で行っている。配達員は正社員か契約社員であり、専用の制服を着用している。当初はスーツや店舗従業員の制服を試したが、配達員だと思われずドアを開けてもらえないこともあったことから、途中で導入された。
配送予定・完了をリアルタイムに電子メールで配信。小型の商品は受け取りサイン不要で、郵便受けに投函する。
配送を他社に依頼すると物流拠点などでの集荷や仕分けにより時間やコストが発生するが、自社の物流センターから直接発送することで、地域によっては注文から30分で到着することもある程のスピード配送が可能となった。

## 不祥事

### ヨドバシカメラ違法派遣暴行事件
ある派遣労働者は、2002年10月から2003年3月まで東京都渋谷区の派遣会社に所属し、ヨドバシカメラの携帯電話売り場に派遣され、派遣会社→DDIポケット（現ソフトバンクモバイル）→ヨドバシカメラという違法な二重派遣構造によるもとで働いていた。その際に、派遣会社の社員から三度にわたり暴行および恐喝を受けて重傷を負い、さらにヨドバシカメラの社員からも勤務中に一度、膝蹴りを入れられていた。
- 2002年11月29日 - 派遣会社内にてヨドバシカメラから「笑顔が足りない」との通告により、バインダーなどで頭部を約50回殴打される
- 2002年12月7日、ヨドバシ上野店売り場にて仕事上のミスで、ヨドバシカメラ社員に膝蹴りを数回入れられる
- 2003年3月13日深夜 - 14日未明 - 派遣会社内にて早出サービス残業への「遅刻」がヨドバシから通告され、派遣会社員が社長の面前で3時間半にわたり暴行したうえ「ペナルティーでトイレを磨き、『便器をなめさせる』」と同氏へ恐喝を働いた
- 2003年3月14日夕 - 被害者宅に前夜の社員が押しかけ、母・治美の面前で暴行、肋骨骨折をするなど全治2カ月の重傷を負わせたうえ、DDIポケットに連行して「遅刻」への「謝罪」を強要する
- 暴行を面前で目撃した治美は、心的外傷後ストレス障害で長期間の執筆活動休止に追い込まれる

派遣労働者本人とその母・下田治美は、ヨドバシカメラと派遣会社社員などに総額1800万円の損害賠償を求める裁判を起こし、東京地方裁判所（加藤謙一裁判長）はヨドバシカメラ社員とヨドバシカメラ、派遣会社の社員と当該事業者に対し計約560万円の賠償を命じる判決を言い渡した。
判決は、暴行の事実をほぼ原告の主張どおりに認定し、ヨドバシ社員の暴行について本人（ヨドバシ社員）とヨドバシに10万円の損害賠償を命令。また、派遣会社社員と派遣会社にあわせて約150万円の損害賠償を、派遣会社に対し精神的苦痛に対する慰謝料400万円を命じたが、ヨドバシカメラ、DDIポケットの使用者責任は却下された。
法学館憲法研究所のウェブサイトに記事を執筆したある弁護士は、社内で暴行をうけたにもかかわらず、使用者責任を認定しないこの判決は、企業側により過ぎた不公正な判決であると批判している。

### カルティエ腕時計の偽造品を販売
ある男性が、2003年7月にヨドバシカメラ マルチメディア横浜で購入したカルティエの腕時計「パシャC」を、2009年6月に直営店で修理依頼をしたところ、「他社製品のため修理できない」と断られた。ヨドバシカメラは「偽造品かどうかの調査の結論は出なかったが、お客を待たせるわけにはいかない」として、返金か最新の時計への交換に応じ、男性は交換の対応を受けた。ヨドバシカメラによると、当該商品は国内の代理店を通さない並行輸入品で、複数ルートからの仕入れのため「今回の品をどこから仕入れたのかが確認できなかった」としている。

### ヘルパー問題
2007年、ヨドバシカメラ マルチメディア梅田にて、契約関係がなく、人件費も負担していない各家電メーカーの販売員、通称「ヘルパー」を、閉店後の棚卸しや店内改装に従事させていた。厚生労働省によると、棚卸しなどは本来、量販店の従業員が行うべき業務で、ヘルパーを従事させることは、職業安定法違反（労働者供給事業の禁止）にあたる恐れがある。

### 高校生に強力なエアガンを販売
2008年、マルチメディア梅田の23歳の男性従業員をはじめとした計3人の店員が、大阪府内の18歳未満の高校生の少年に対し、大阪府条例により18歳未満への販売が禁止されているエアガン・ガス銃計3丁を販売したとして、大阪府警が、3人の店員を大阪区検に書類送検。また、法人としてのヨドバシカメラについても書類送検した。以降、各店舗にてエアガン・ガス銃類の販売を順次取りやめている。

## グループ会社
- 株式会社ヨドバシホールディングス (旧 株式会社ヨドバシ開発) [67]
- 株式会社ヨドバシ建物 [67]
- 株式会社ヨドバシ物流 [67]
- 株式会社ゴールドポイントマーケティング [67]
- 株式会社ヨドバシリテイルデザイン（旧：リテイル・リテラシー株式会社）[67]
- 一般財団法人ヨドバシ藤沢カメラ財団
- 株式会社石井スポーツ[68]
- 株式会社アート・スポーツ[68]

## 付記
- 「日経ビジネス」が行っている、アフターサービスランキングにおいて、同社は2010年版より家電量販店部門において4年連続3位を獲得している。（参考として、ケーズデンキが4年連続1位。2位は2011年以降デオデオと上新電機が争っている状況）また、日本生産本部のサービス産業生産性協議会「2021年 日本版顧客満足度指数（JCSI）」の調査[69]によると、「家電量販店」業界で12年連続顧客満足度1位を獲得している。(参考として、ケーズデンキが2位、ジョーシンが3位の状況）

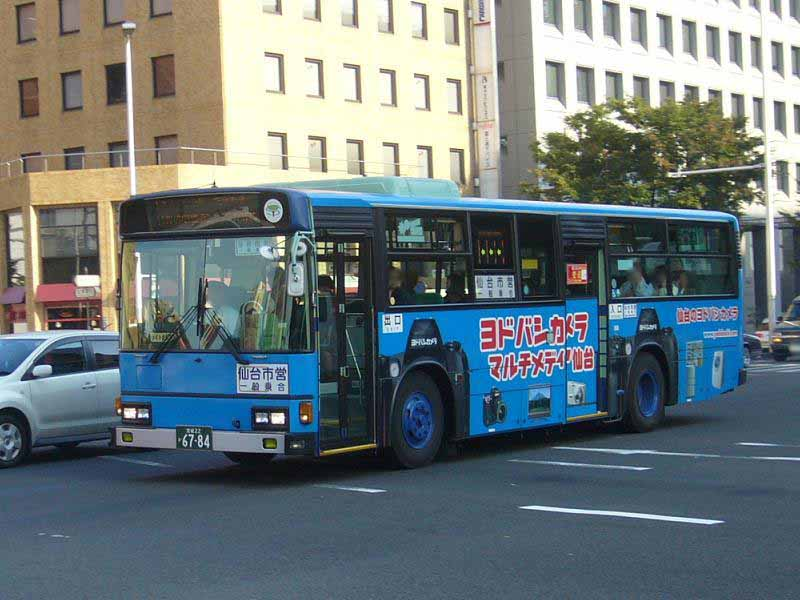
ヨドバシカメラのラッピングバス（仙台市交通局）

- ヨドバシカメラ周辺を運行する路線バス各社局では、ラッピング車両が運行されている。タイヤ部分を一眼レフカメラのレンズに見立てており、各店舗共通（運行地域最寄りの店舗名を表記）のデザインである（MM京都はデザインが一部異なる）。ラッピング車運行事業者は都営バス、京王電鉄バス、東武バス、西武バス、川崎市バス、横浜市営バス、相鉄バス、関東バス、関東自動車、仙台市営バス、京都市営バス、神奈川中央交通、京成バス、名鉄バス、山梨交通などである。
  - 2014年に仙台市交通局が実施した、仙台市営バス・ラッピングバスの人気投票でゴールドグランプリに選出された[70]。
- 前述のザ・ポイントネットワーク誌では、ライター・スタパ齋藤がコラムを掲載していたことがある。
- 2007年7月5日 - 2007年8月31日、PLAYSTATION 3専用ソフト『ぼくのなつやすみ3 -北国編- 小さなボクの大草原』用に、PLAYSTATION Storeにて「ヨドバシカメラ・ロゴ入りオリジナルT-シャツ」を無料配信。
- 2007年、パシフィック・リーグ上位3強トーナメント「クライマックスシリーズ」に特別協賛。「ヨドバシカメラ クライマックス・パ」として開催。
- 福岡 PayPayドームの外野席に、マルチメディア博多の広告を掲出しているが、その看板にホームランが直撃した場合、そのホームランを打った打者とそのホームランボールを拾った観客に対し、ゴールドポイントとして1,000万ポイントが進呈される。